# Luz en el arte

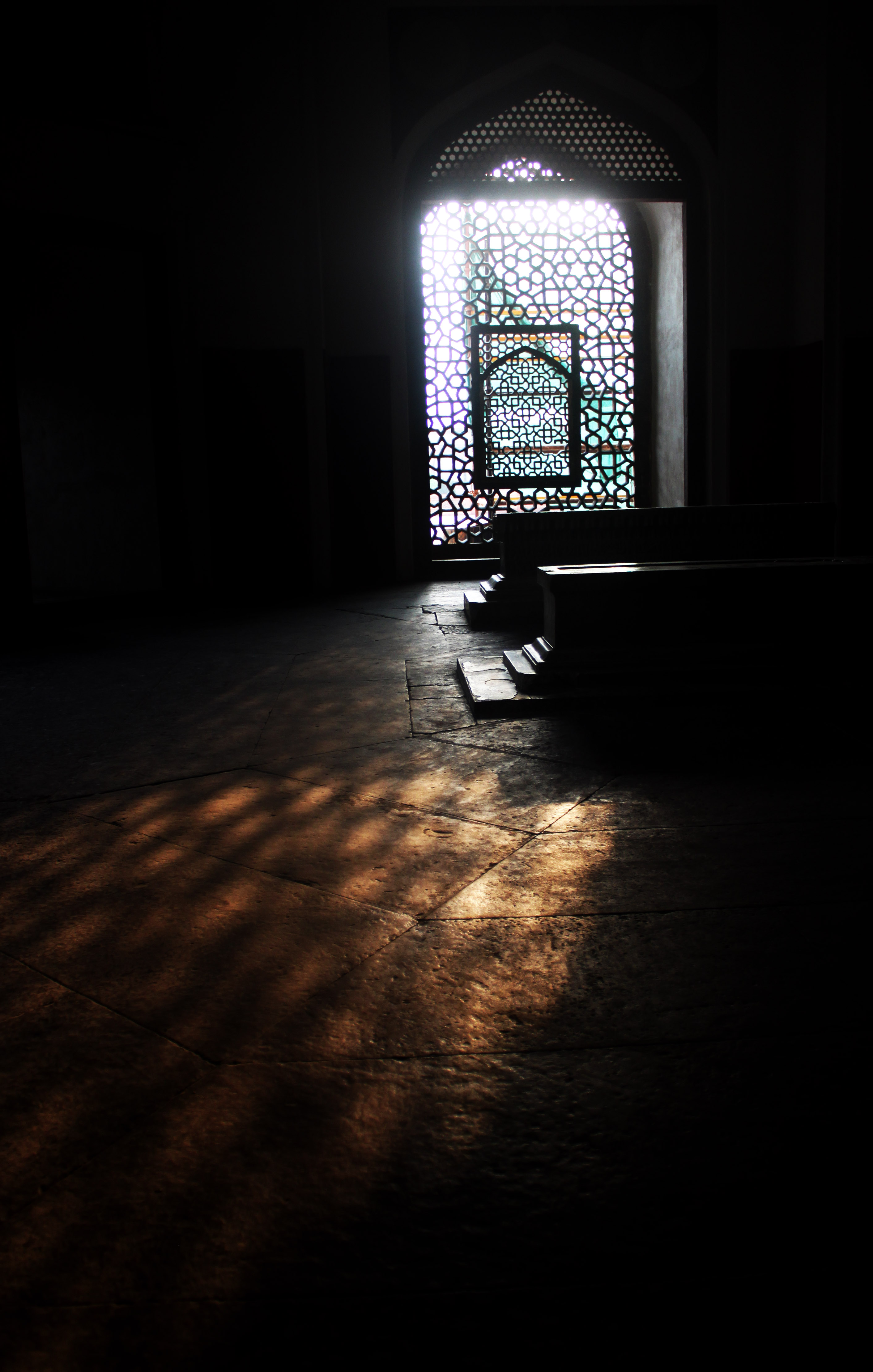
Tumba de Humayun, Delhi.

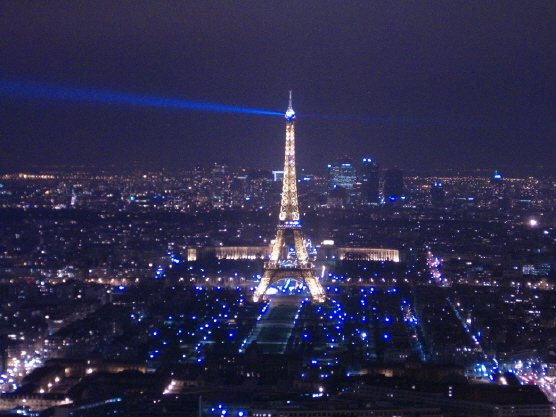
Iluminación nocturna de la Torre Eiffel.

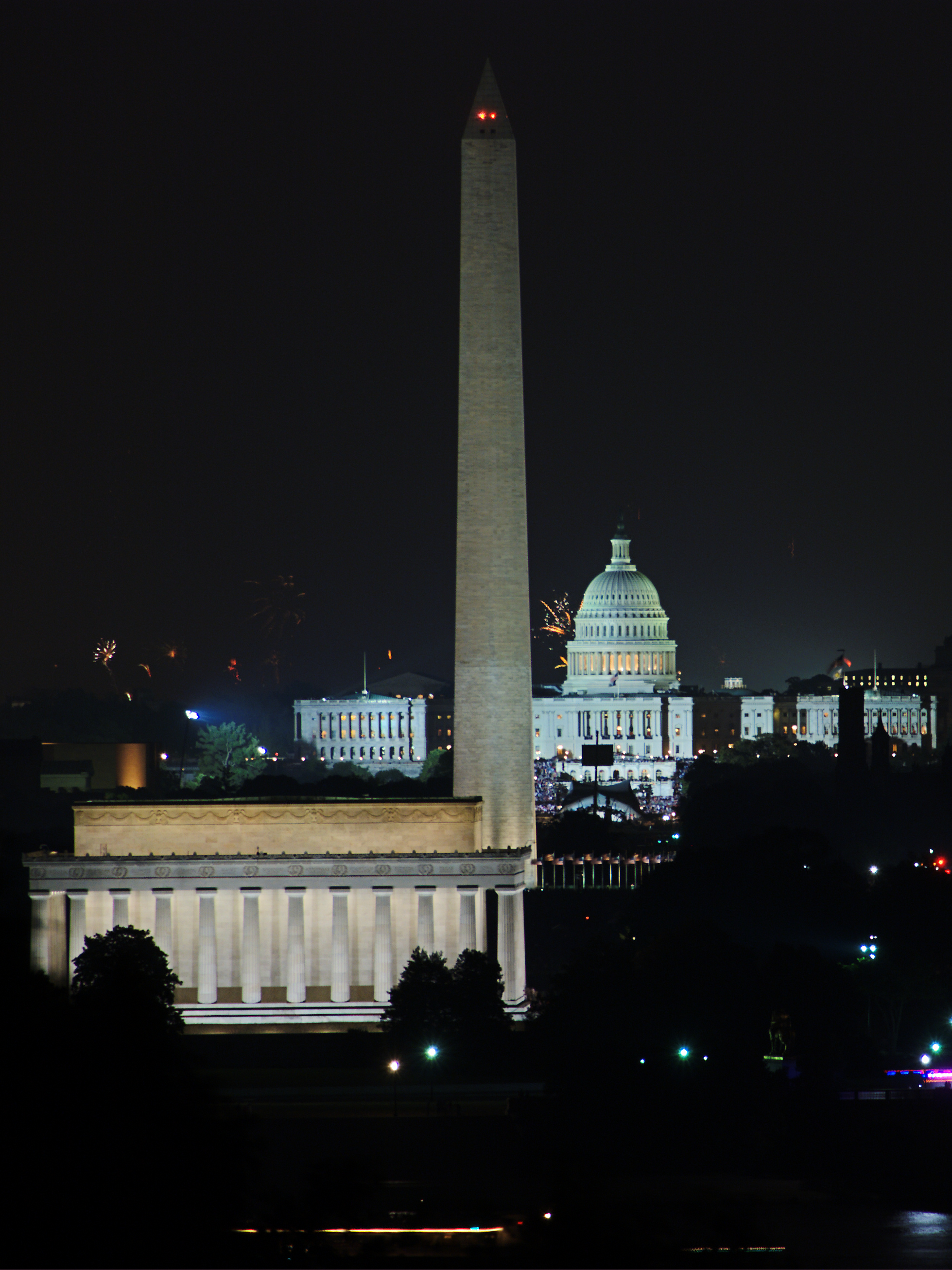
Iluminación nocturna de los monumentos de Washington D. C.

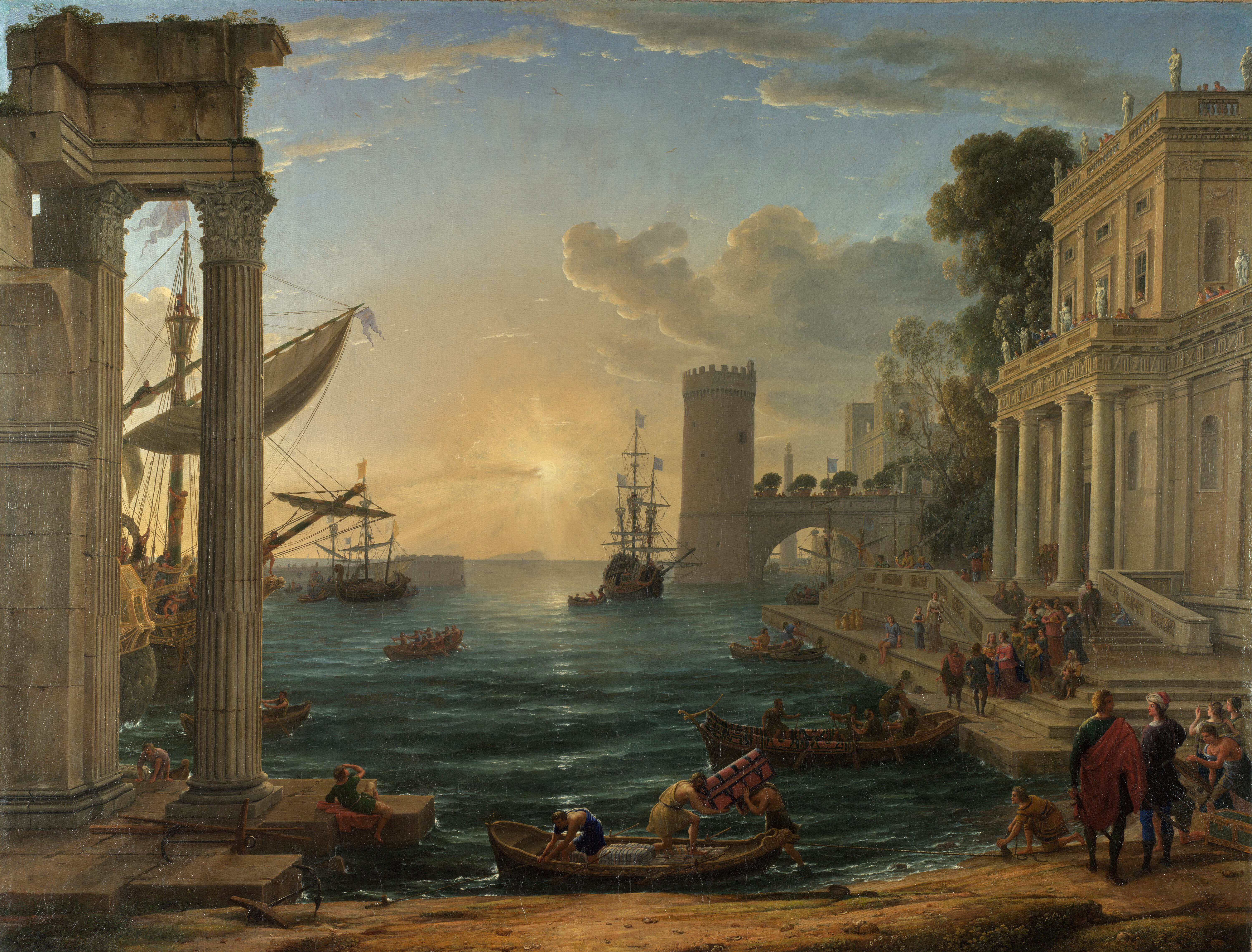
Puerto con el embarque de la Reina de Saba, de Claudio de Lorena. Un inhabitual contraluz con el sol en el centro de la composición.

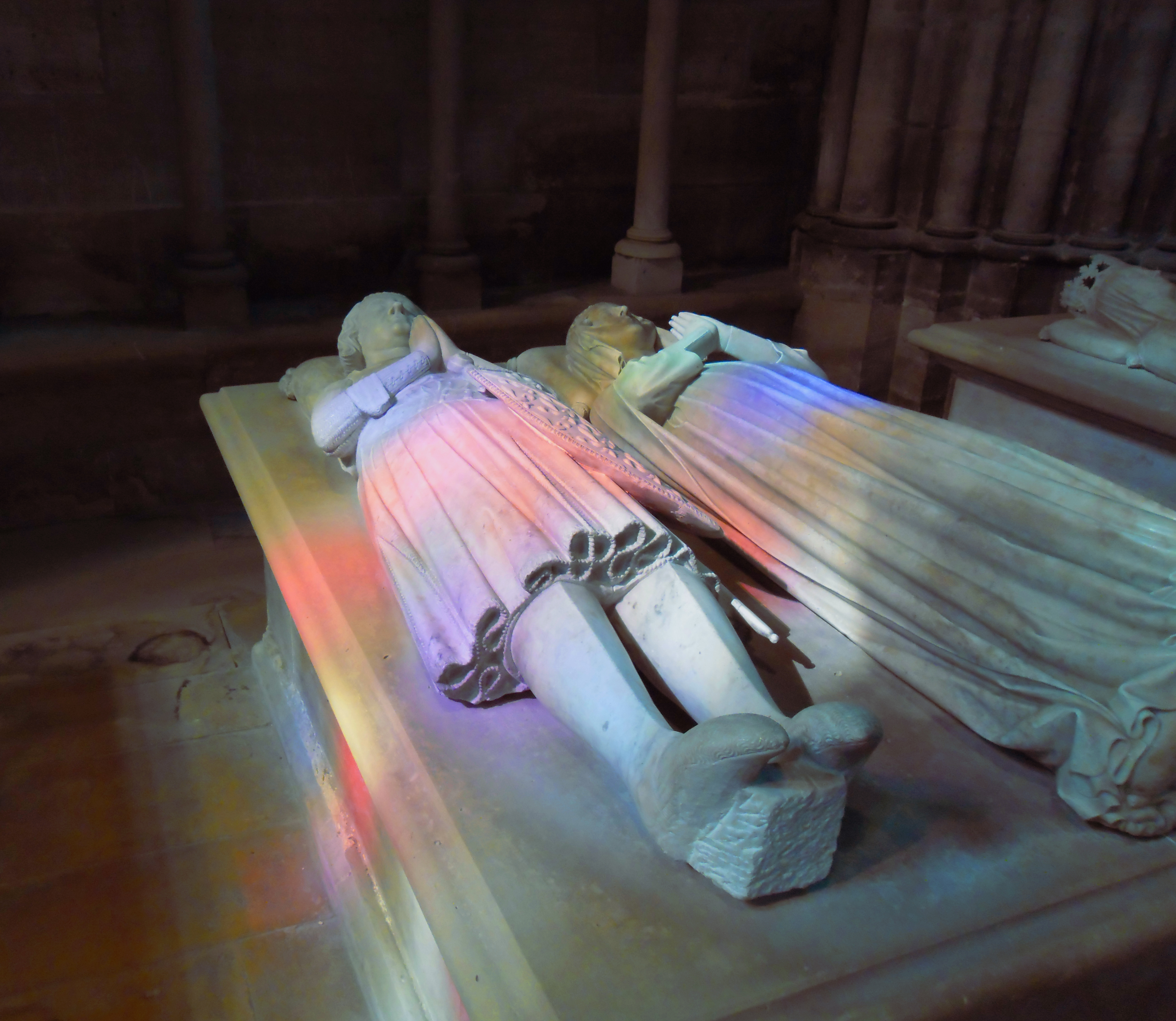
Efecto de las vidrieras de la basílica de Saint-Denis en los sepulcros.

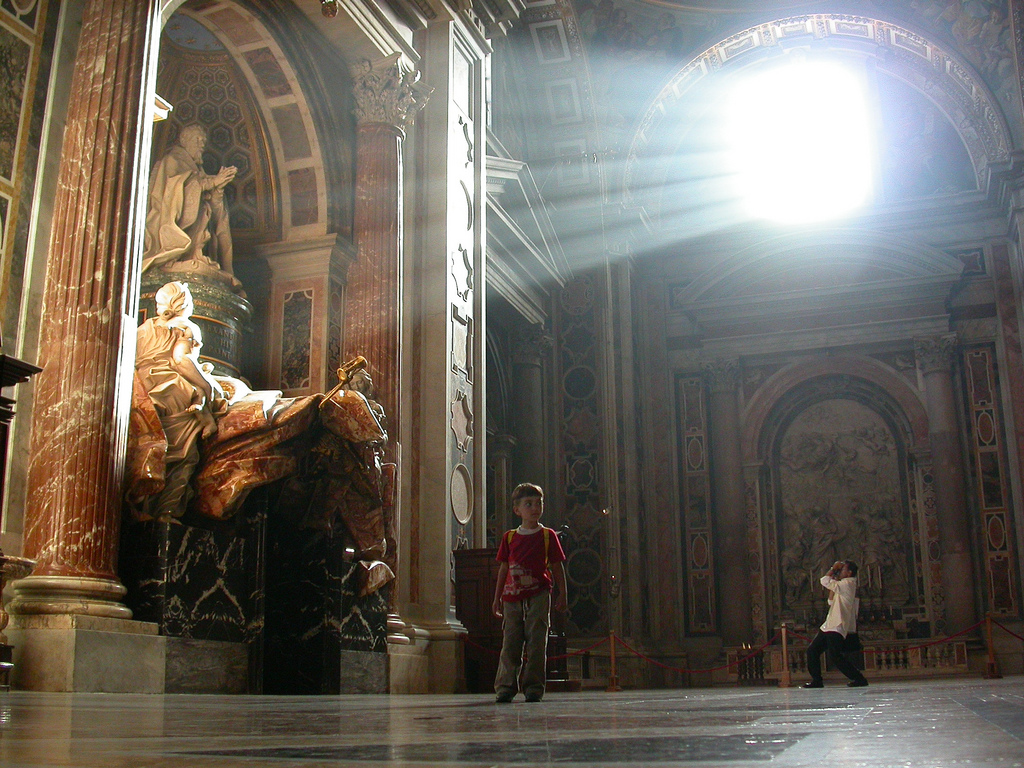
Tumba de Alejandro VII, de Bernini, en la basílica de San Pedro del Vaticano, Roma.

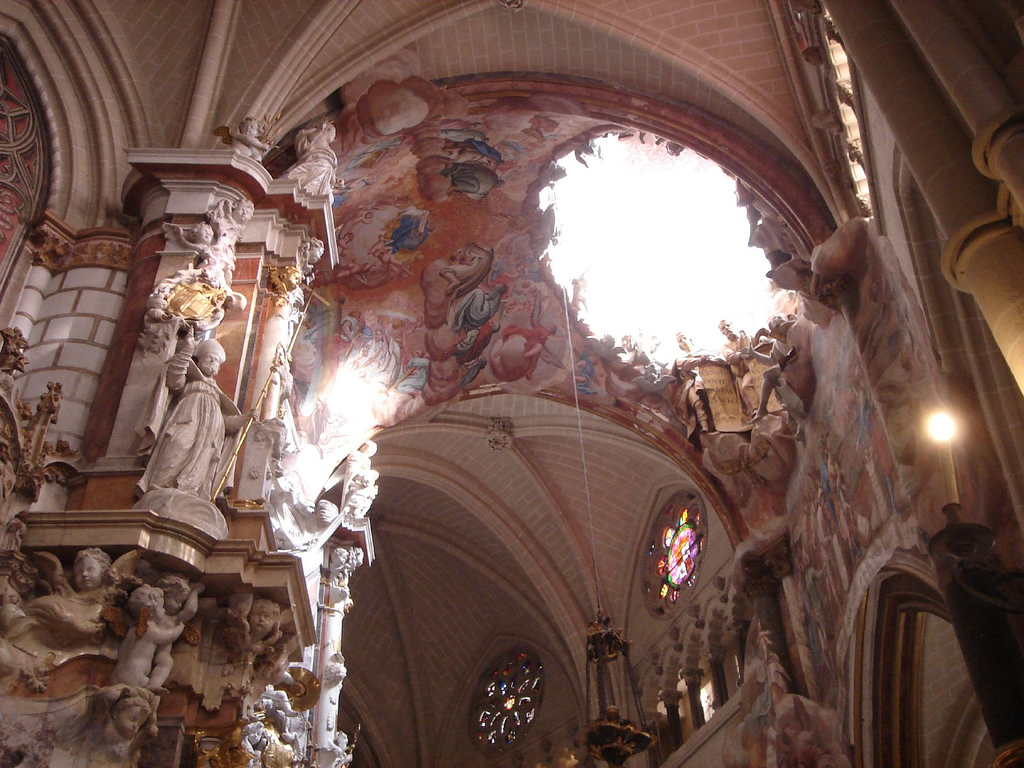
Transparente de la catedral de Toledo, Narciso Tomé, 1729-1732.

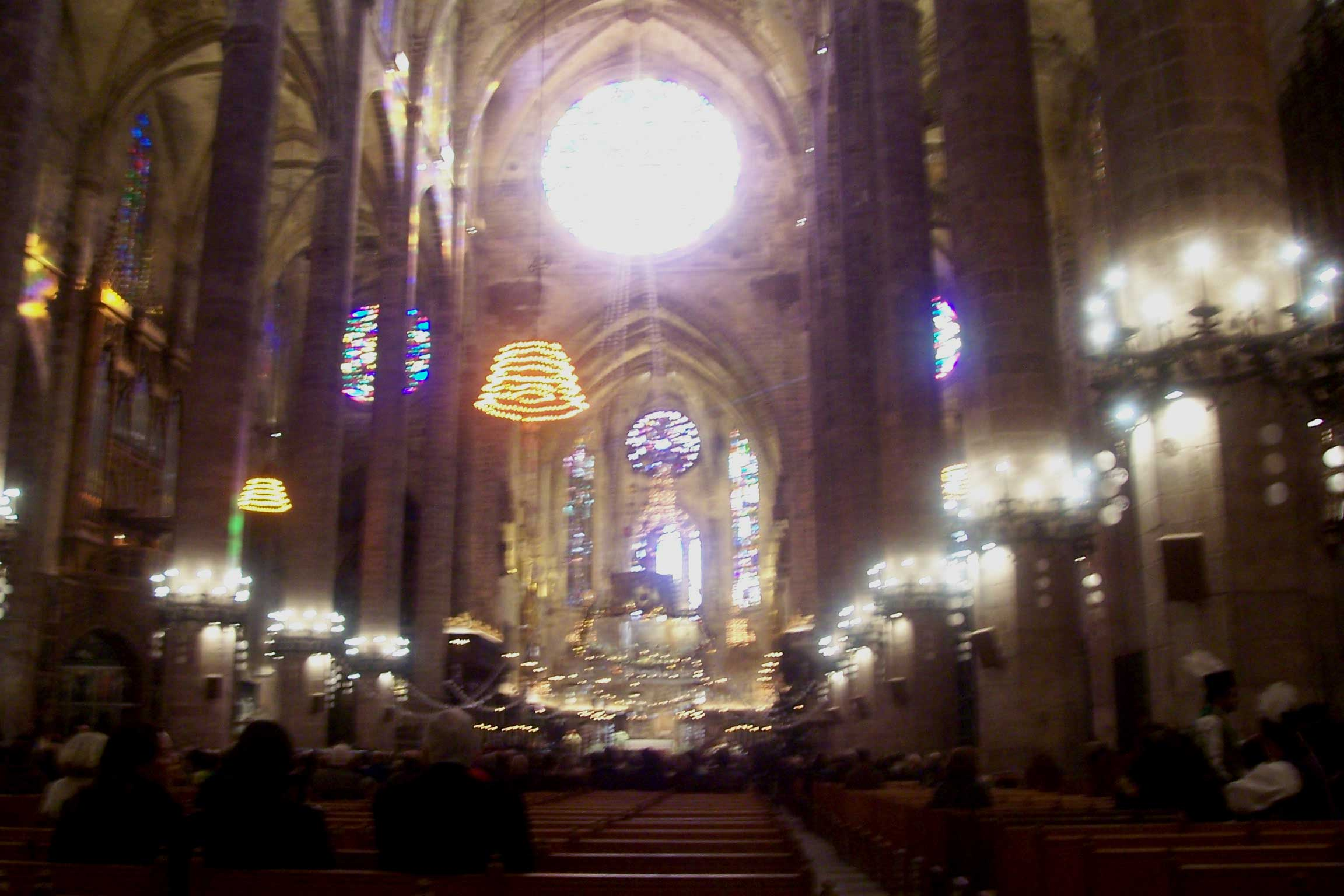
Interior de la catedral de Mallorca.

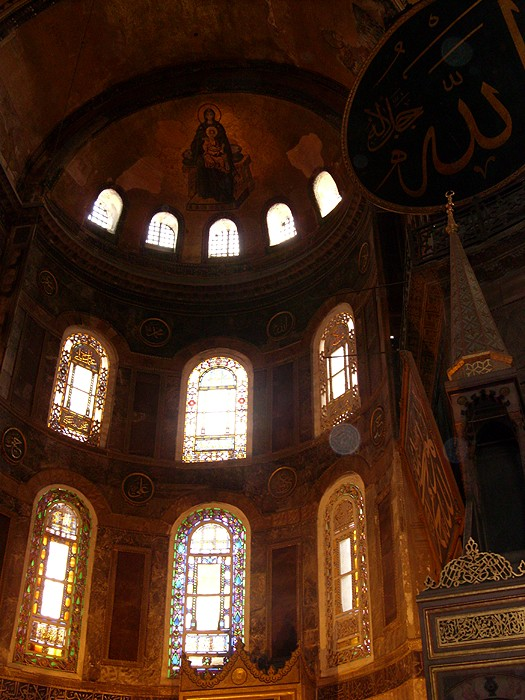
Interior de Santa Sofía de Constantinopla.

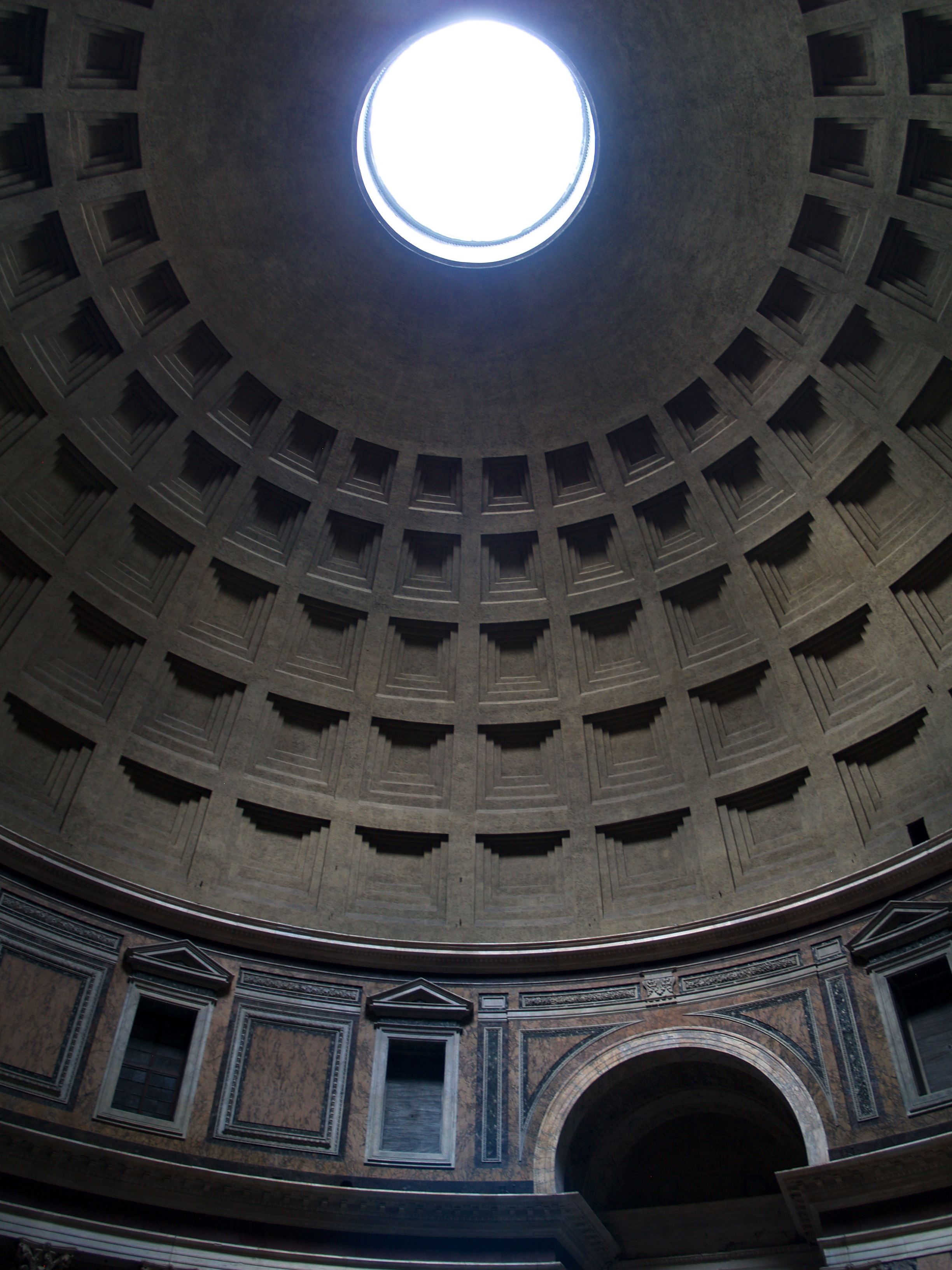
Interior del Panteón de Roma.

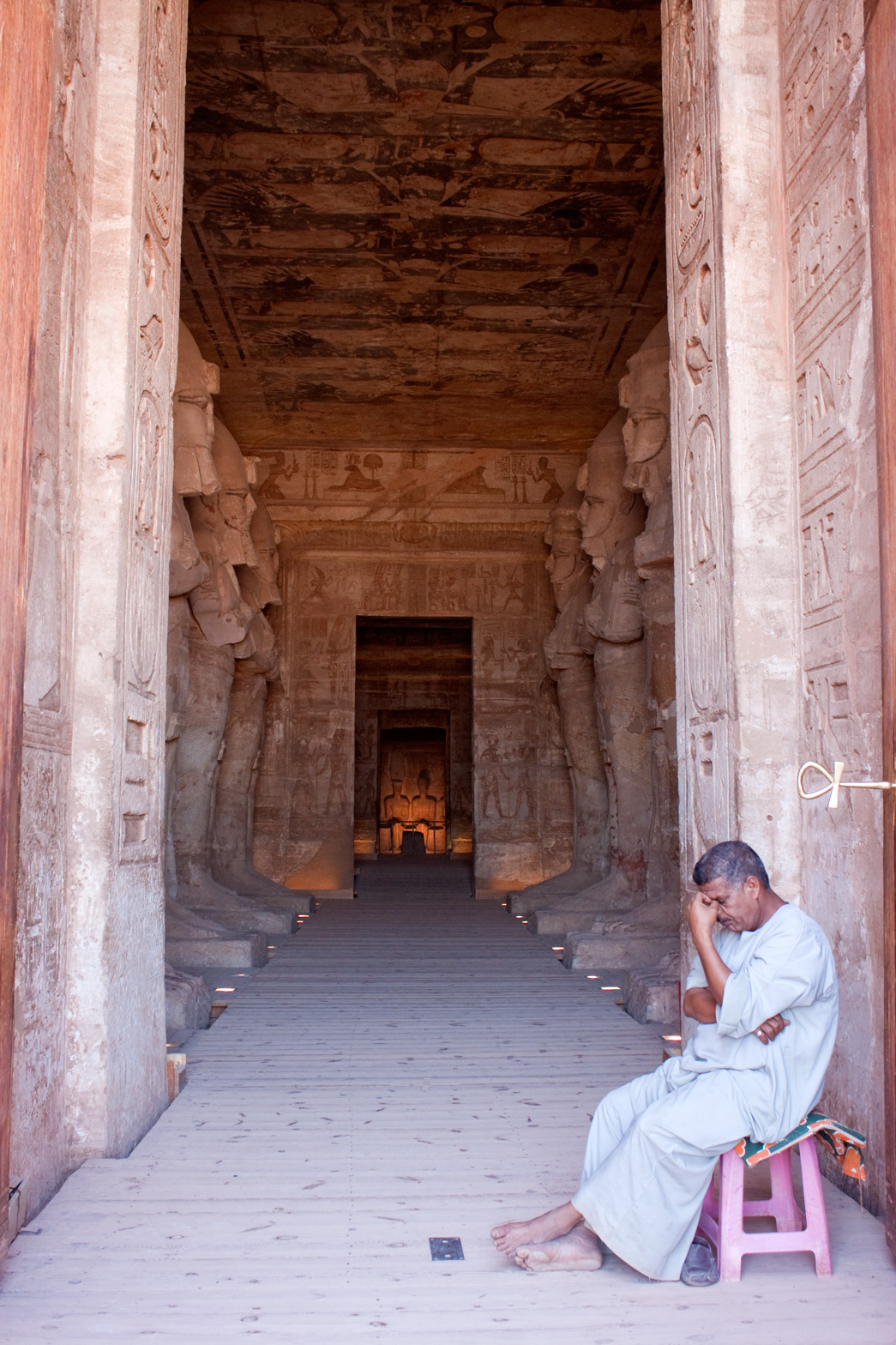
Gran templo de Abu Simbel. La orientación de la entrada hace que los rayos del sol iluminen la figura del faraón, en la cámara del fondo, dos veces al año, el 22 de octubre y el 22 de febrero, fechas de su nacimiento y ascensión al trono.

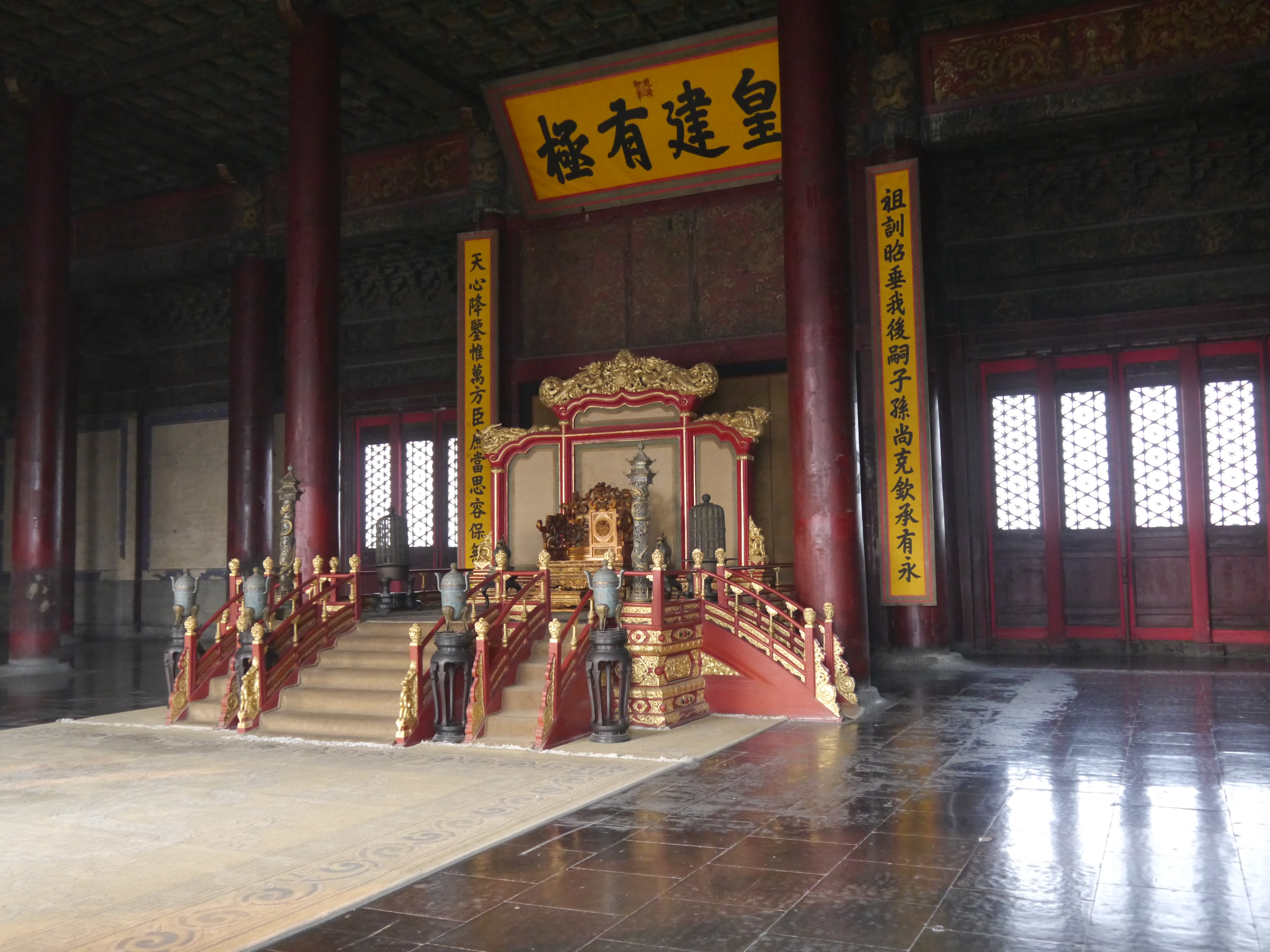
Las celosías tamizan la luz y se reflejan en el suelo pulido del Salón de la Preservación de la Armonía (Ciudad Prohibida de Pekín).

El tratamiento de la luz en el arte es uno de los temas más importantes de las técnicas artísticas de cada una de las artes (especialmente las denominadas artes visuales); así como de la teoría del arte y de la estética. Ha sido abundantemente tratado por la historiografía del arte.
No solamente se limita a la representación de la luz y su opuesto (la sombra), sino que se extiende a la consideración de la iluminación adecuada que deben recibir las obras de arte en su exhibición (una función que cae dentro del ámbito de la museística y el comisariado artístico de las exposiciones de arte) e incluso al papel de la luz como parte esencial de determinadas obras de arte en sí mismas.
Leonardo Da Vinci describe con un máximo de detalles la aplicación y el significado de luz y sombra. “La sombra es una carencia de luz y sólo la resistencia de los cuerpos opacos que impiden los rayos de luz. Por su naturaleza, la sombra pertenece a la oscuridad, mientras que la luz, por su naturaleza, pertenece a la luminosidad. La una esconde, la otra revela. Siempre están juntos sobre los cuerpos; y la sombra tiene más poder que la luz (…) La sombra es el medio por el cual los cuerpos revelan sus formas. (…) Así la oscuridad es el primer eslabón de la sombra y la luz el último. Por lo tanto, tú, pintor, has de hacer la sombra lo más oscuro posible cerca de su origen y deja que el final de la sombra se convierta en luz, de modo que parezca como si no tuviera fin.” A ello siguen estudios detallados de como la fuerza de la luz cambia de acuerdo con el ángulo en el cual incide sobre el objeto. La luz es “en su efecto como una proyección ya que la que incide sobre el ángulo recto alcanza el máximo grado de fuerza.” 

## Pintura
Muchos artistas no temían hacer caso omiso de las reglas de la perspectiva al pintar en una forma plana, obras como las de Gauguin, Matisse y Modigliani.
En los siglos XII y XIII se erigieron muchas de las catedrales góticas del Occidente; la pintura tenía un carácter religioso, al estilo predominante bidimensional o representado en el plano, sin perspectiva; con Giotto, el primero de los grandes artistas que crearon efectos tridimensionales de perspectiva y de luz. Otro de los artistas reconocidos es Joseph Turner; en una ocasión, en lugar de representar grises las ventanas, como era costumbre, las pintó como si la luz relumbrara en ellas. Turner había demostrado tener conciencia de lo que sería la característica fundamental de su estilo: el uso de la luz en todos sus infinitos matices.
En pintura, la luz es un objeto especial, cuya aparición en el cuadro es precisamente la que permite la visión del contorno, la textura y el color de los objetos y su ubicación en el espacio; variando distintas convenciones en cada uno de los estilos pictóricos y las técnicas pictóricas asociadas (sombreado, sfumato, chiaroscuro, tenebrismo, luminismo, impresionismo, fauvismo). La utilización de distintos tipos de focos de luz (internos, externos, cenitales, inferiores —luz de candilejas—, laterales, anteriores, posteriores —contraluz—, ubicuos, luz reflejada, luz natural, luz artificial, luz filtrada, etc.) permite hablar de distintos tipos de iluminación, e incluso de la especulación sobre la vibración de esa luz.
- Luz en la pintura (luz en dibujo, luz en grabado, etc. —pintura, dibujo, grabado, ilustración (diseño gráfico), etc.—)
- Iluminación de manuscritos o miniatura, aplicación manual de colores, propia de los códices.
- Noche en pintura[8]

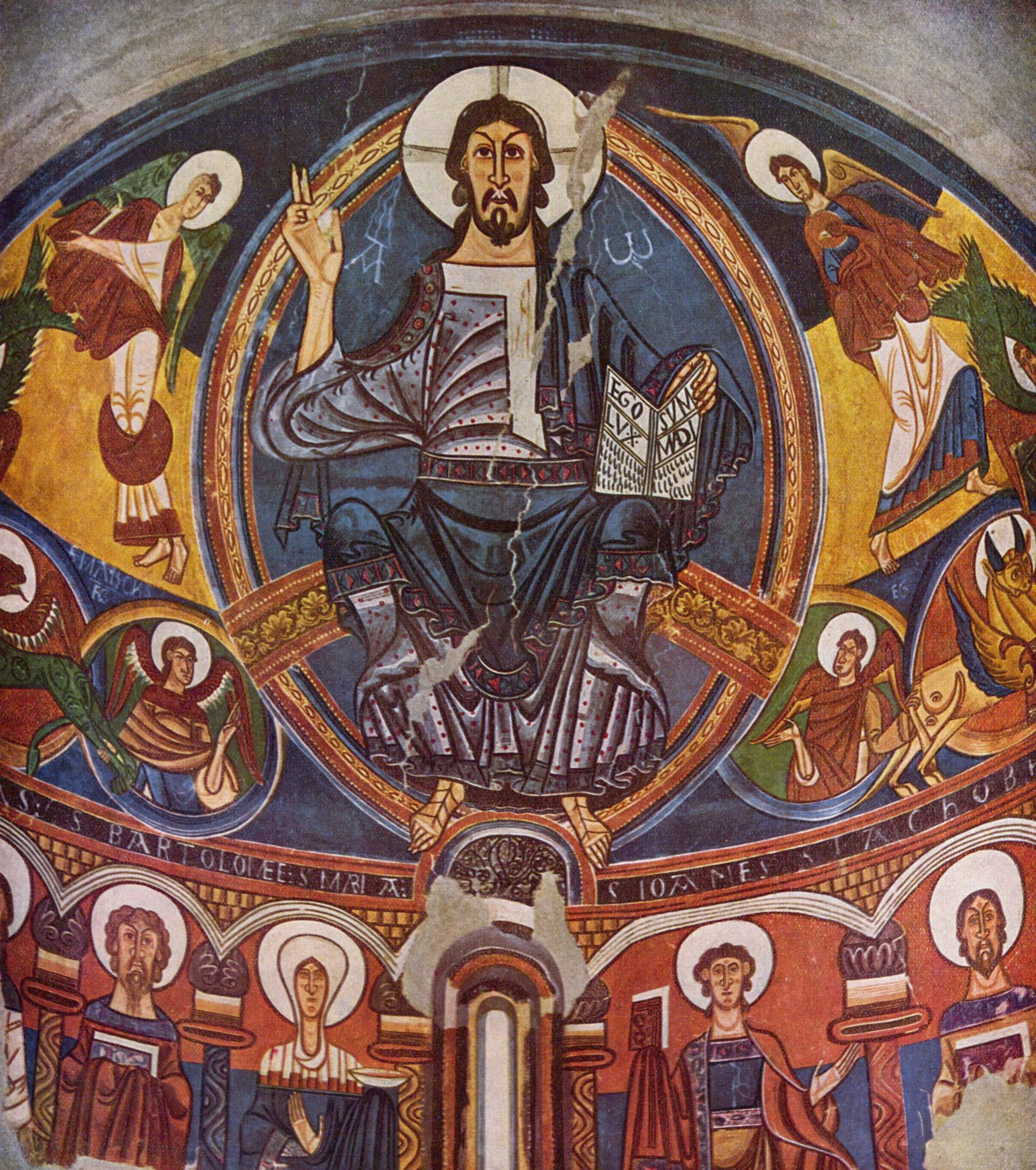
Pantocrator del Ábside de Sant Climent de Taüll (MNAC), Románico. Luz ubicua.
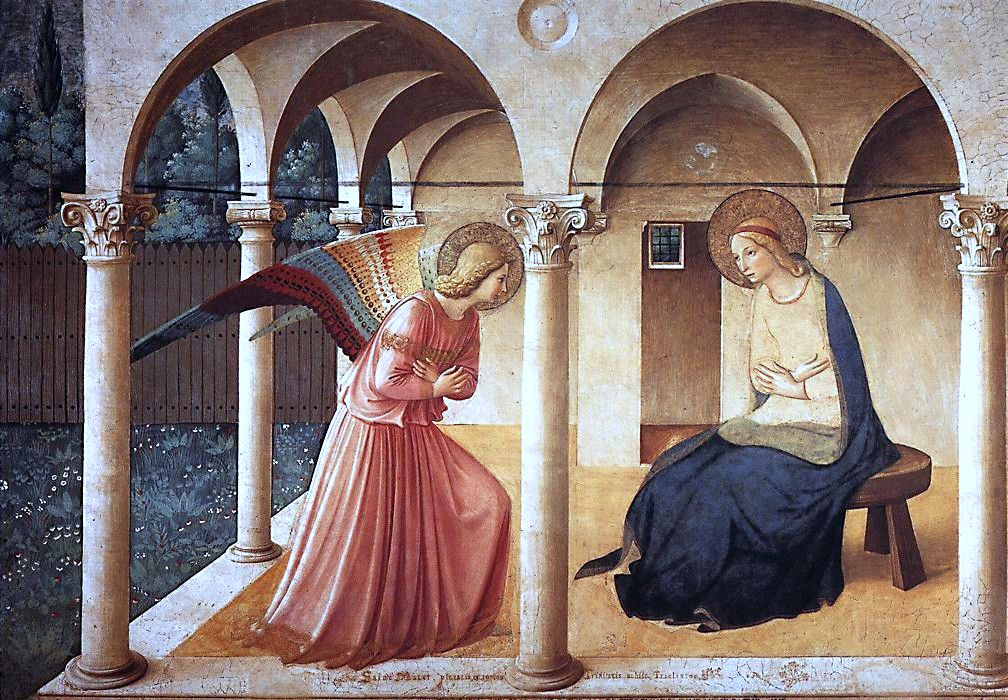
Anunciación, de Fra Angelico, transición del Gótico al Renacimiento. Efectos volumétricos de sombreado y sutil tratamiento del paso de la luz natural a un interior.
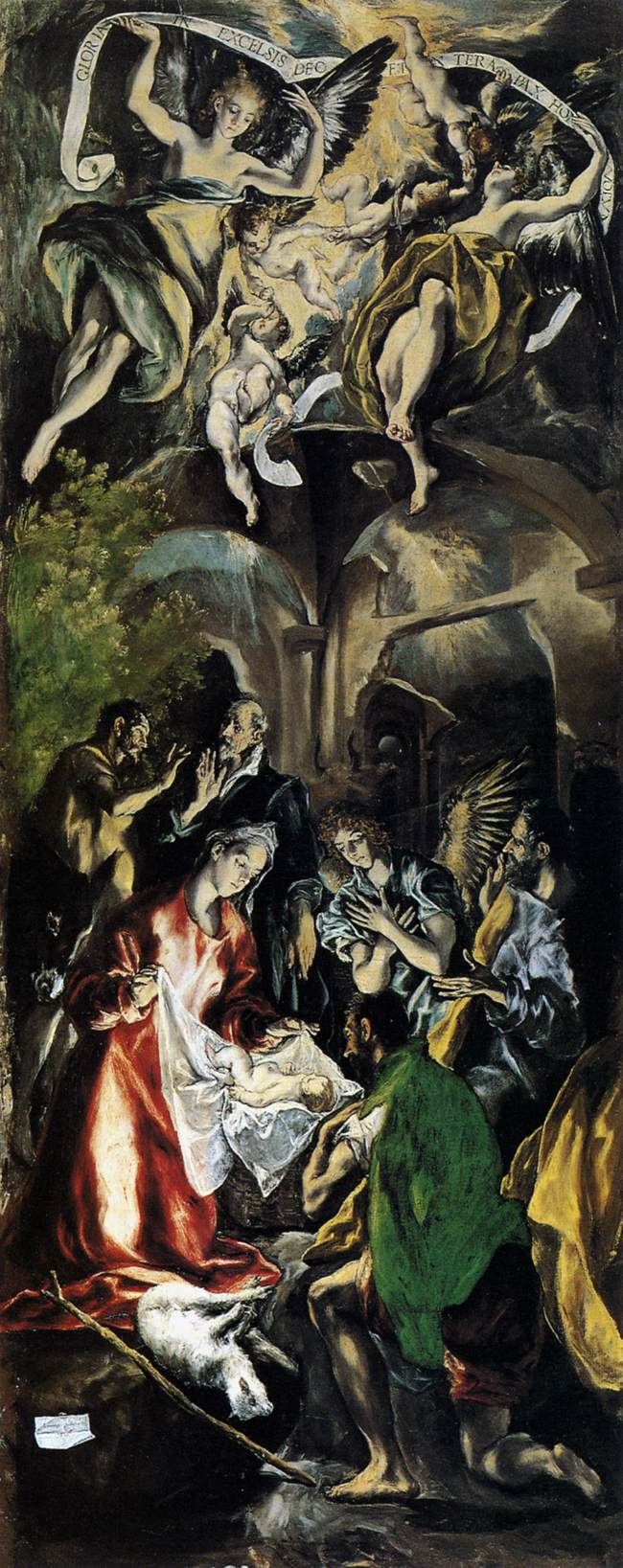
Adoración de los pastores, de El Greco, Manierismo. Un foco de luz central (el Niño Jesús) ilumina las figuras en su torno, en una escena nocturna.
Cena de Emaús de Caravaggio, Barroco inicial. Violentos contrastes de luces y sombras, en una escena de interior.
Baile en el Moulin de la Galette, de Pierre-Auguste Renoir, Impresionismo. La luz se filtra por el follaje y altera su color según la superficie en que se incide, reflejándose en otros cuerpos.
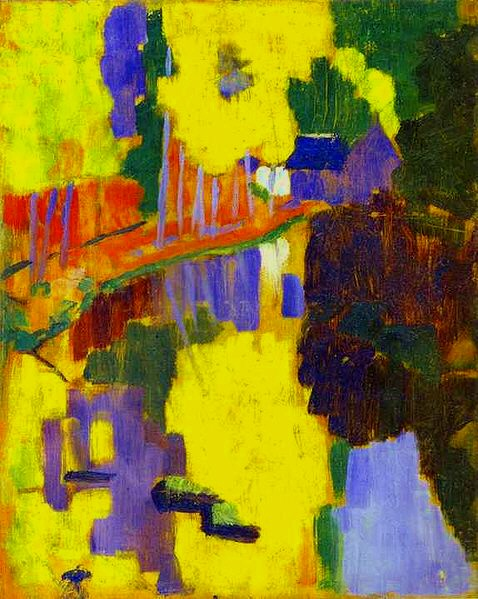
Talisman, de Paul Sérusier, Fauvismo. Los colores se dan con criterios arbitrarios en grandes superficies planas, en las que la saturación y la temperatura cromática son más importantes que otros recursos de la luz o las sombras.

## Escultura
La tridimensionalidad propia de la escultura hace que la iluminación (natural o artificial) sea particularmente importante en su contemplación, y que se considere la ubicación de las esculturas en su entorno en función de ello. En la mayoría de los casos, la luz es vital para la escultura.
Formas de iluminar los objetos tridimensionales en espacios interiores.
- Iluminación de un objeto creando sombras intencionadas.

Es cuando el objeto puede generar sombras utilizando el propio objeto o bien, el mismo objeto puede ser la luminaria en donde se aloje la luz.
- Iluminación uniforme de un objeto pequeño o regular.

Cuando el objeto tiene una o varias fuentes de luz direccionadas, se puede llegar a percibir como un elemento plano.
- Iluminar el objeto grande de manera uniforme.

Para lograr una iluminación uniforme, se requieren varias fuentes de luz dependiendo el área que ocupe el objeto.
- Iluminación de un objeto enfatizando un detalle a través de su sombra.

- Iluminación de un objeto enfatizando el brillo del propio objeto.

Cuando el objeto tiene como característica ser fabricado con un tipo de material brillante y esta cualidad puede ser utilizada para su iluminación.
- Iluminación cero sombras.

Cuando el elemento requiere ser visto en todos sus detalles.
Ángulo de incidencia <30°
Un ángulo de incidencia muy inferior a 30° da lugar a la proyección extrema de sombras sobre los objetos expuestos. La proyección de sombras exagera las texturas. En caso de elementos salientes, grandes áreas de la escultura quedan sombreados. Pese a la elevada iluminancia, debido al ángulo de incidencia pronunciado se obtiene tan solo una escasa sensación de luminosidad en las superficies verticales.
Ángulo de incidencia =30°
Un ángulo de incidencia de 30° en la iluminación de acento está considerado como ideal para esculturas, y en círculos especializados se conoce como “la regla de los 30°”. Permite lograr una distribución intensa y uniforme de la luminosidad en superficies verticales y horizontales. La forma y la textura adquieren un buen modelado mediante luz y sombra. En superficies verticales, el ángulo de incidencia de 30° permite evitar muy eficazmente deslumbramiento al observador causado por reflexión en superficies brillantes.
Ángulo de incidencia >30°
Un ángulo de incidencia considerablemente superior a 30° se revela inconveniente para iluminar esculturas, dado que apenas se obtiene modelado mediante luz y sombra. Además, aumentan las probabilidades de que el observador proyecte su propia sombra sobre el objeto expuesto. En caso de superficies brillantes, existe el riesgo adicional de deslumbramiento por reflexión. Si también hay luminarias dispuestas tras el objeto y dirigidas hacia este, al deslumbramiento por reflexión se añade un molesto deslumbramiento directo.

## Arquitectura
La luz ya sea natural o artificial subordina al hombre fisiológicamente y psicológicamente, por esto la arquitectura tiene un papel primordial como protector y regulador de la luz de la energía. Controlando la luz del sol crea espacios más o menos iluminados. En la actualidad la arquitectura necesita cada vez más de la luz generada por la electricidad.
En la arquitectura la luz es un recurso esencial. La luz natural ilumina el exterior de los edificios y entra en el interior por los vanos, prestándose atención especial por los arquitectos a la orientación desde los inicios de la historia de la arquitectura (la orientación convencional, este-oeste, permite considerar iluminaciones matutinas y vespertinas, lados de solana y umbría, e incluso la variación estacional). Los atrios, patios, cours y claustros son soluciones arquitectónicas que llevan la luz al interior de edificios amplios.
Con luz artificial se ilumina el exterior de los edificios destacados (iluminación nocturna). La utilización de iluminación artificial en el interior de los edificios, según sus distintos usos (viviendas, lugares de trabajo, ocio, culto, representación política, etc.) es una de las funciones más importantes de la disciplina denominada interiorismo, que ha pasado a convertirse en un ámbito del diseño.
La evolución de los sistemas de iluminación nos sitúan y nos refieren con el espacio: primero el tratamiento de la luz solar dibujando nuestra sombra en el suelo o en una pared y ahora la creación de la luz artificial anulando la sombra, anulando la persona, y por último la necesidad de querer viajar a la velocidad de la luz.
La luz como símbolo: Durante siglos, la luz natural ha dado vida a los espacios griegos, romanos, góticos, barrocos, etc. En el período barroco, la filtración de la luz solar se convierte en “divina” (utilizando la luz reflejada) y la difuminación de los colores para dar una sensación de irrealidad se consigue ampliamente en la iluminación de las iglesias. No vemos el origen de la luz, que, llega de una manera misteriosa.

La luz podemos clasificarla según su tipo de emisión y por los matices que produce de la siguiente manera:
Luz directa: produce una cantidad caliente y dorada. El espectro luminoso es el máximo, en plena capacidad que provocará enormes problemas de reflexión.
Luz reflejada: la luz directa se encuentra previamente con un objeto, un elemento que la refleje y con ello pierde la intensidad y hay una dosificación de la luz.
Luz difusa: consiste en incluir un elemento difusor (reparte los rayos directos en múltiples de menor intensidad).
Luz indirecta: A partir de un determinado punto luminoso, se trata de guiar la luz a su destino, tras un proceso de una o varias reflexiones en las que se utilizan espejos u otros materiales. 
"Luz" como distancia entre apoyos es un término técnico de arquitectura e ingeniería.

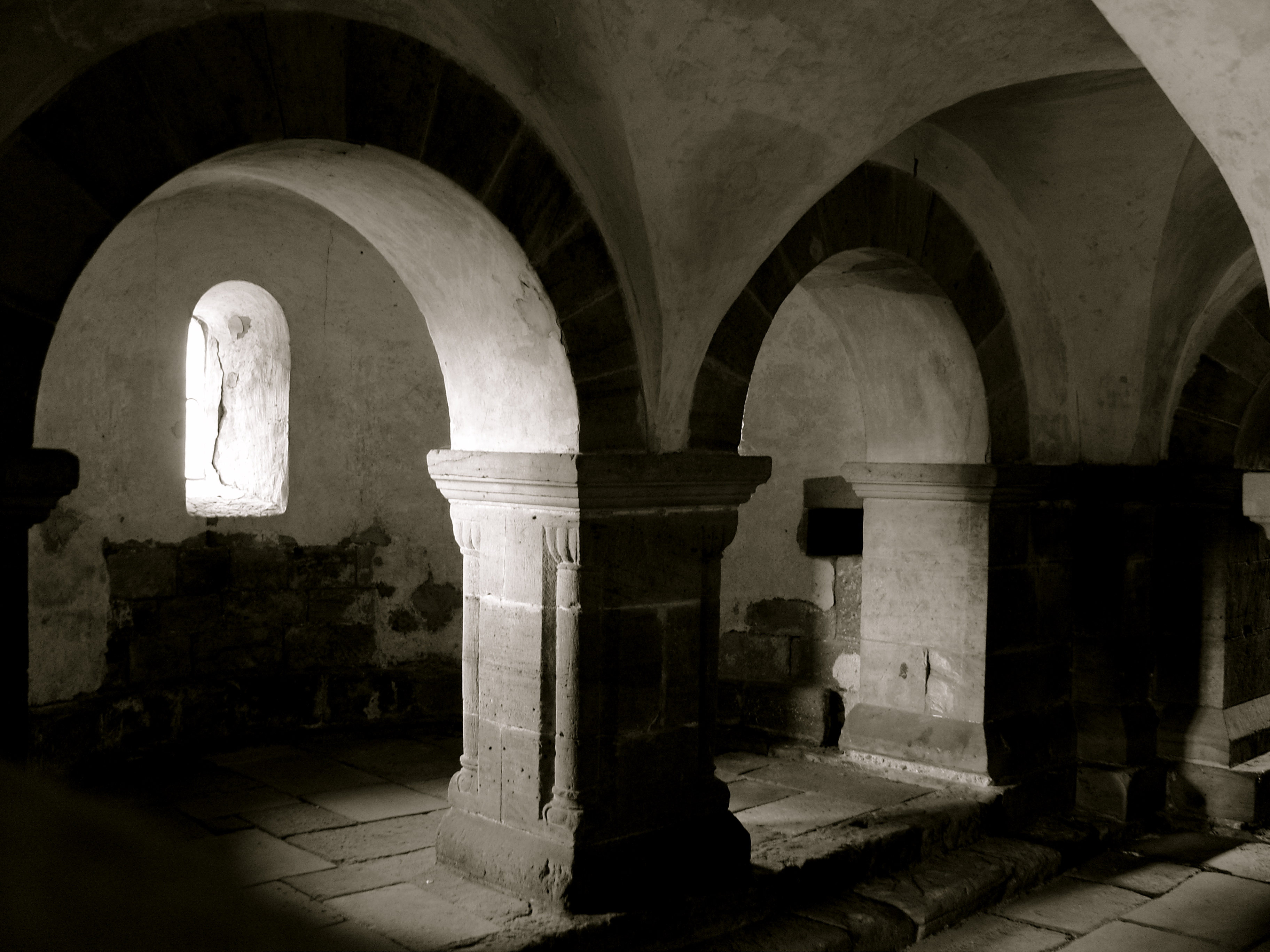
Cripta del monasterio de Gemerode.[11] La arquitectura románica necesita gruesos muros para sostener las bóvedas; los vanos resultan pequeños y las alturas limitadas, determinando espacios de escasa iluminación.
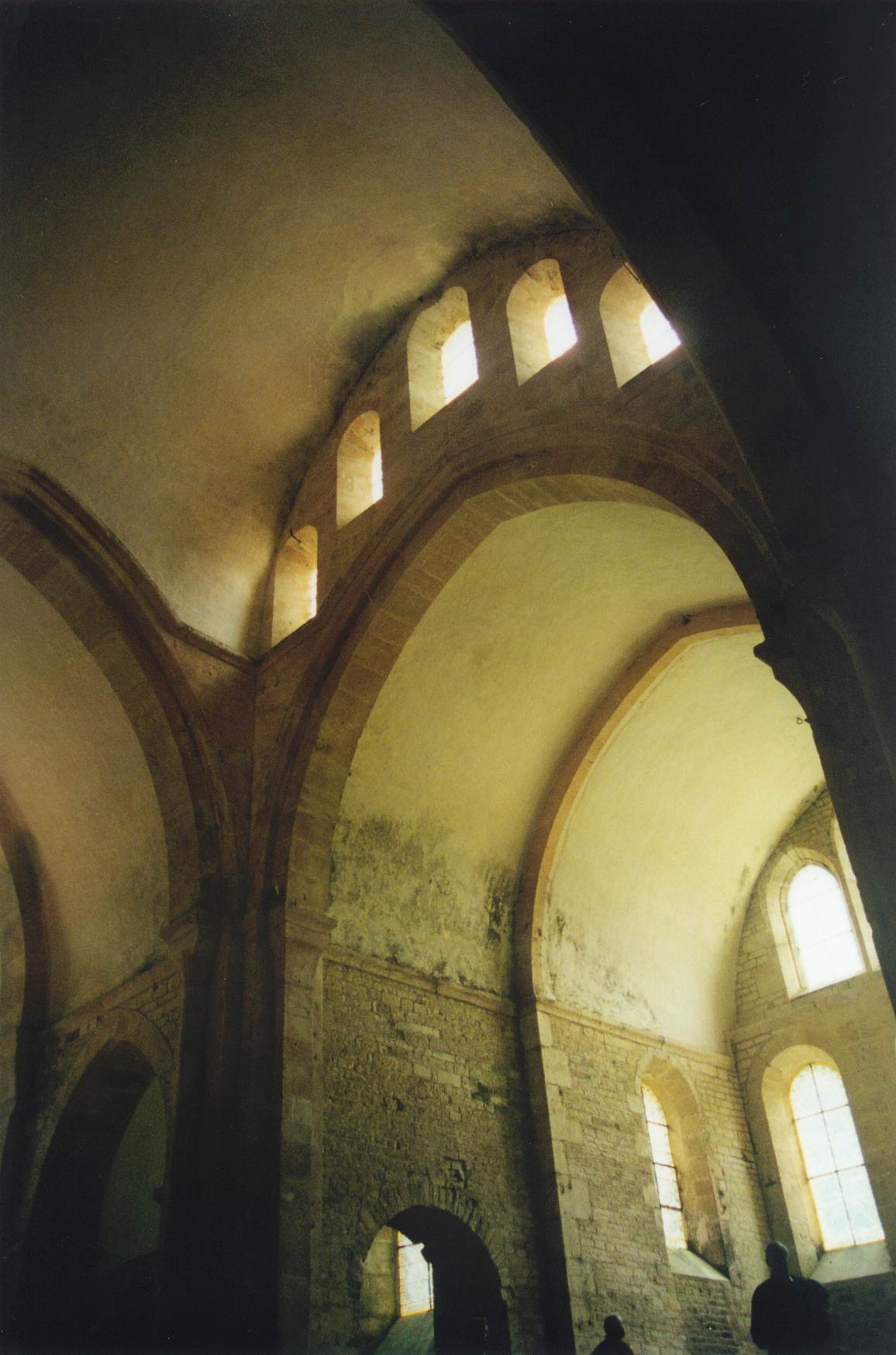
Iglesia abacial de Fontenay. La arquitectura cisterciense da un protagonismo primordial a la luz.
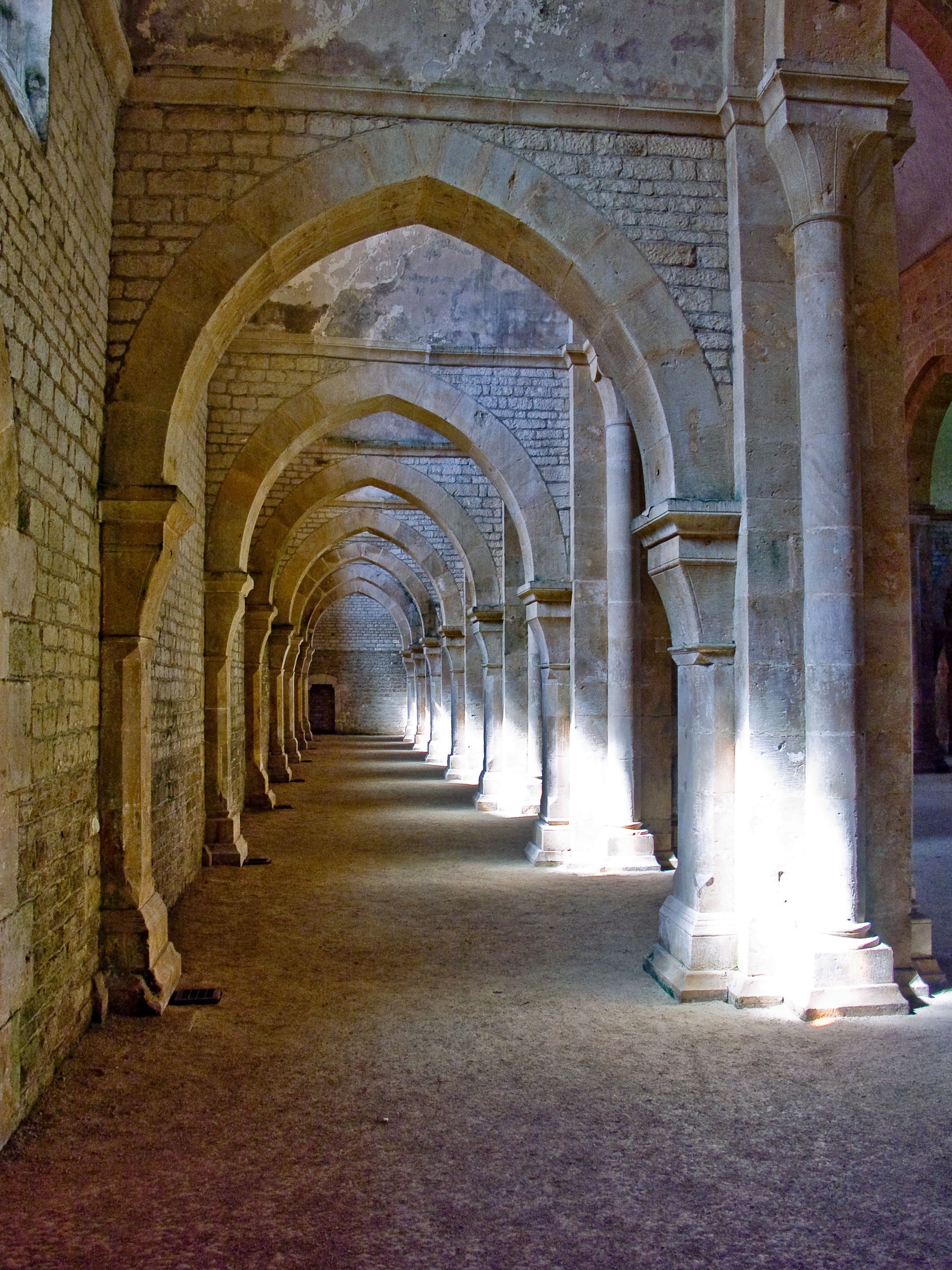
Ídem.
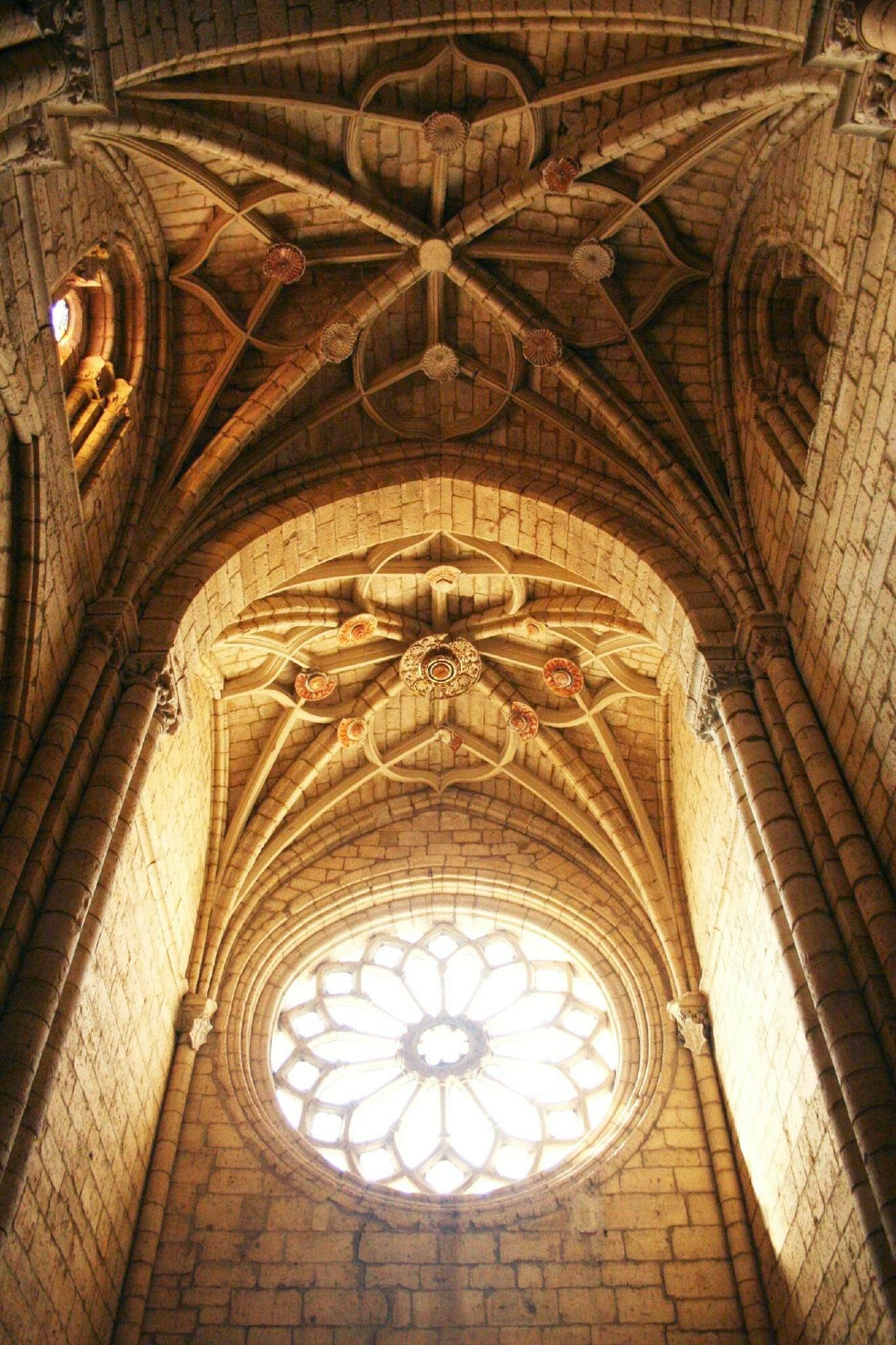
Interior de la iglesia de Santa María la Blanca (Villalcázar de Sirga). La arquitectura gótica aligera los vanos, dejando espacio para enormes ventanales de formas caprichosas, como los rosetones.
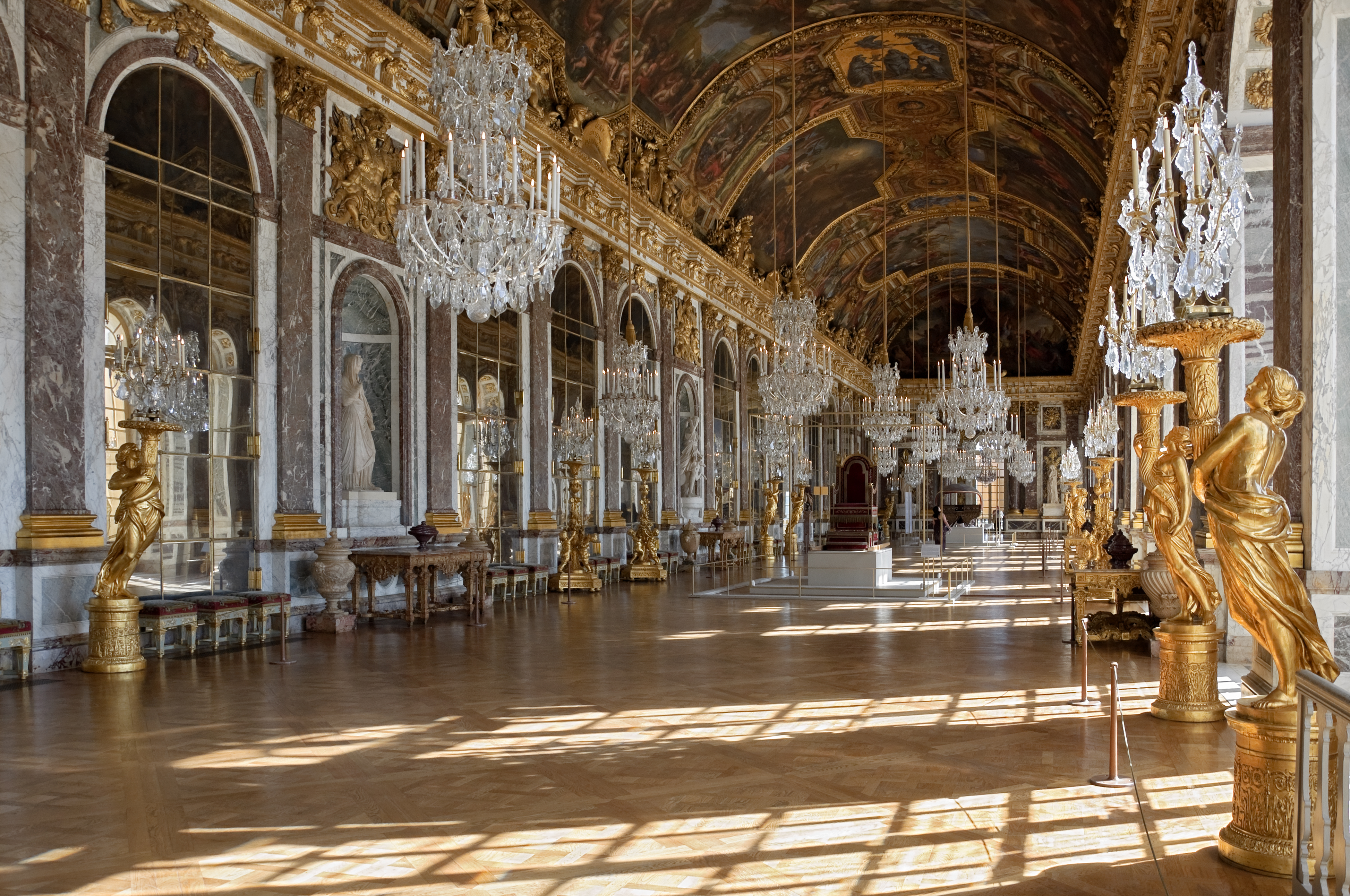
Galería de los espejos del Palacio de Versalles. La arquitectura barroca tiene una relación dinámica entre el interior y el exterior de los edificios.
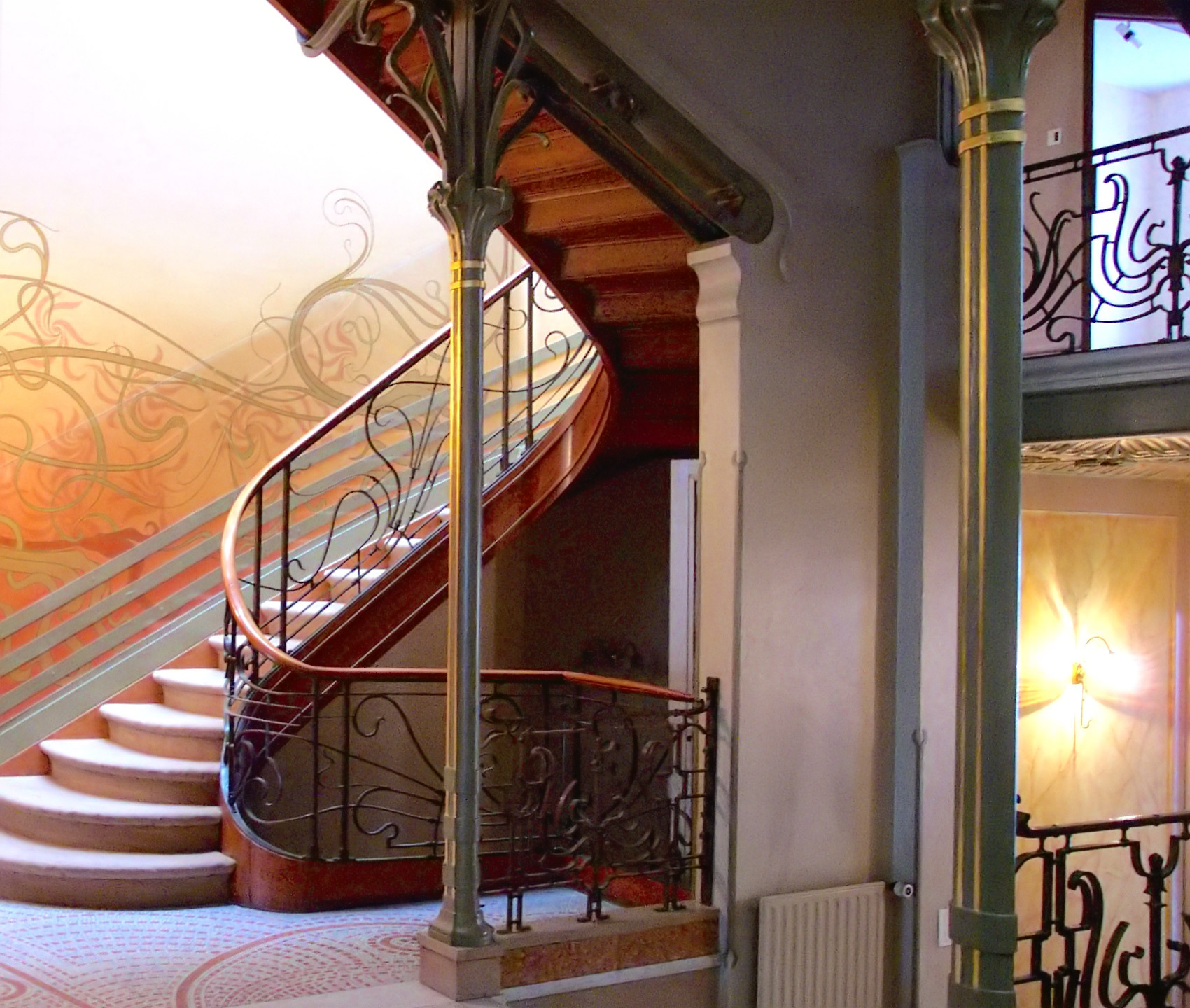
Escalera de la Casa Tassel, de Victor Horta. El modernismo busca una relación armónica entre la funcionalidad y la belleza.
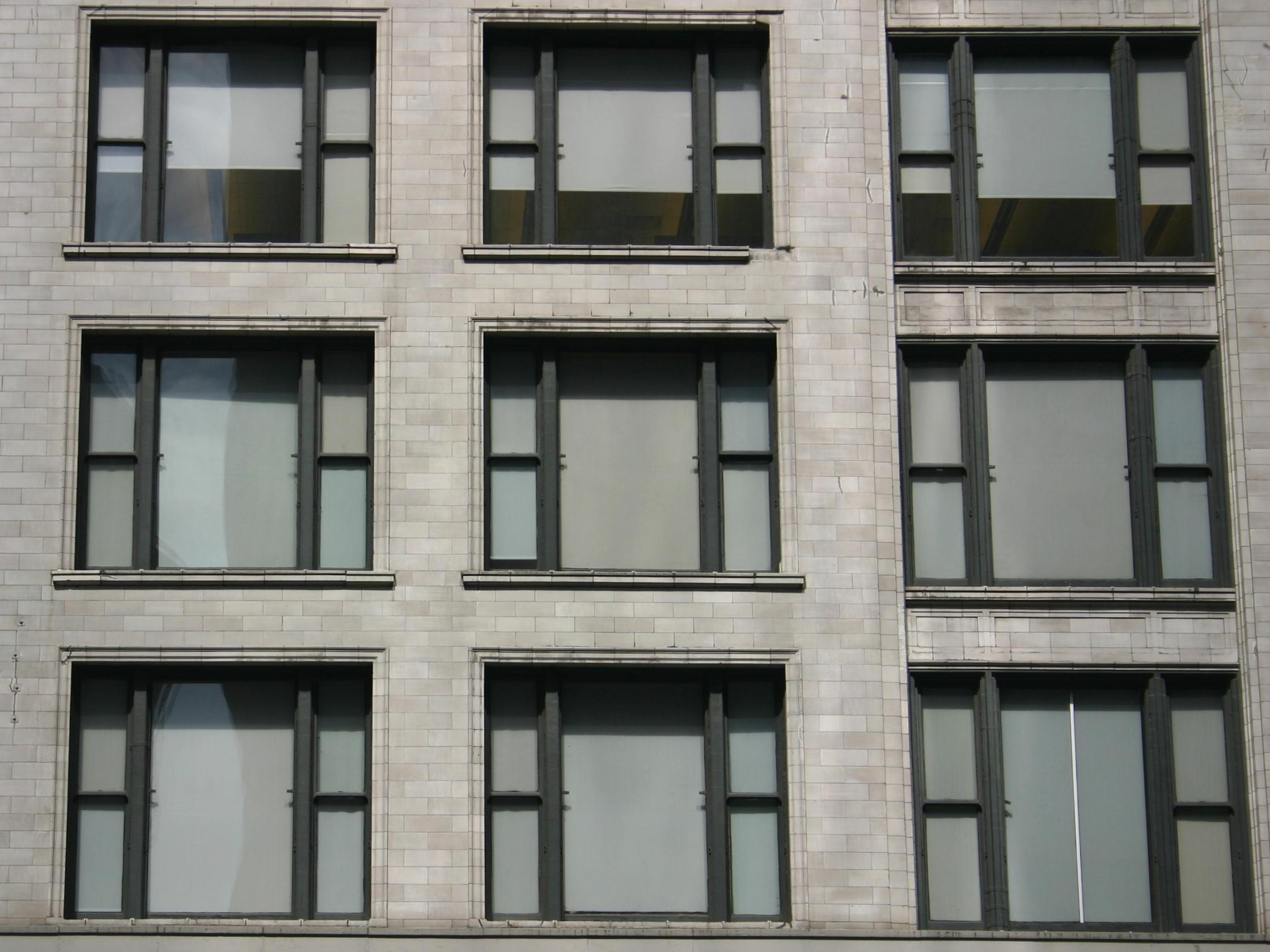
Las Chicago windows propias de los edificios de la escuela de Chicago.
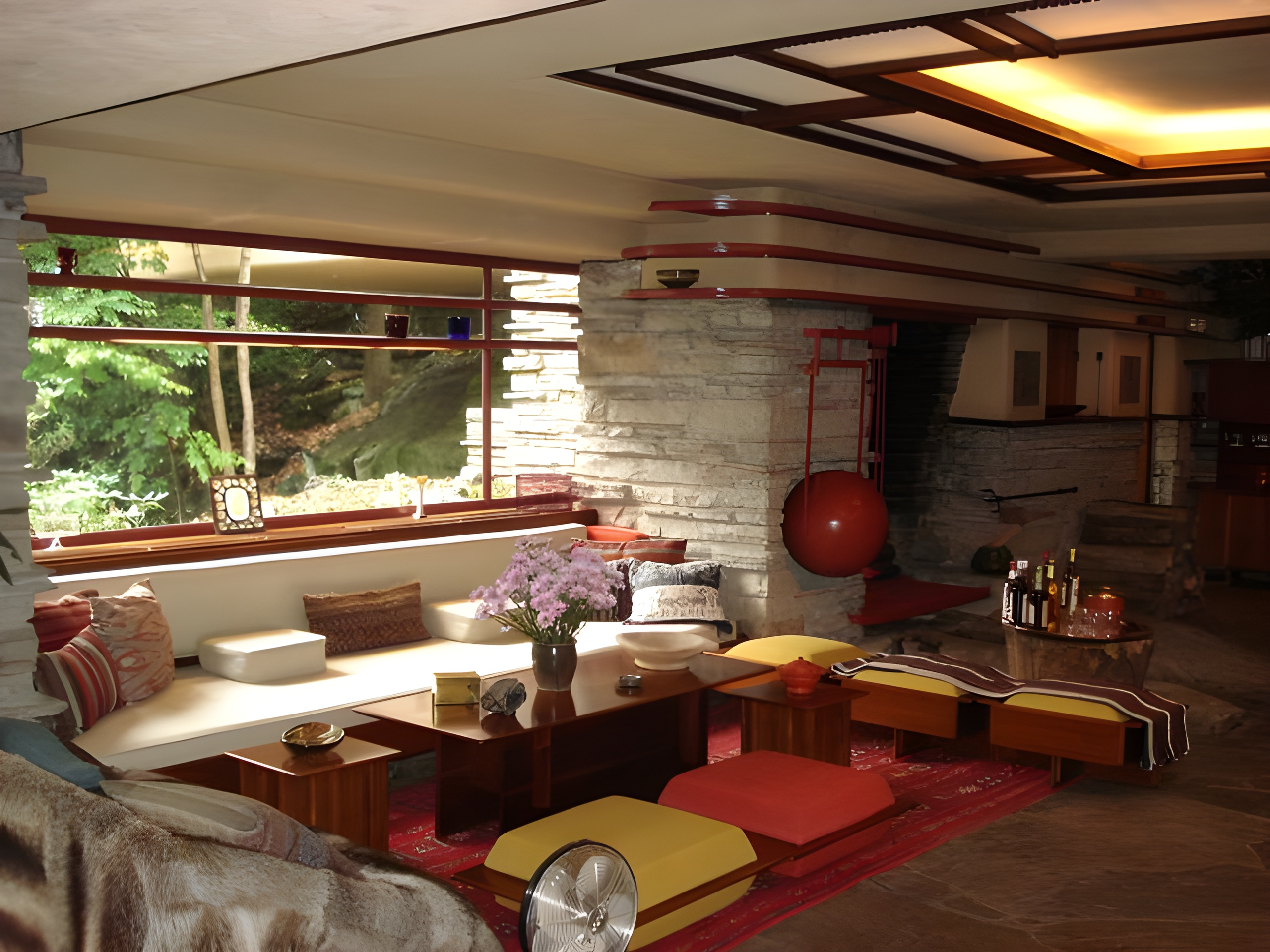
Interior de la Casa de la Cascada, de Frank Lloyd Wright.
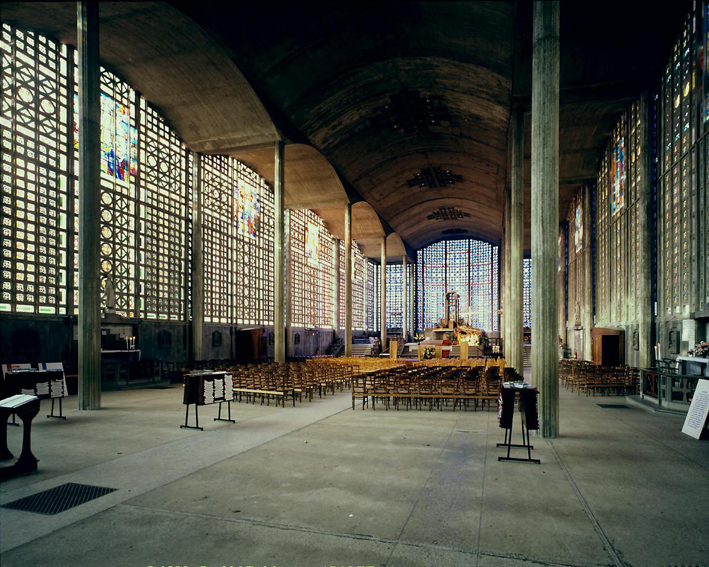
Interior de Notre-Dame du Raincy,[12] de Auguste Perret.

## Pintura y arquitectura: Vitrales
La luz inunda todo el espacio gótico en forma de potentes haces tamizados por los cristales de las vidrieras, cuyos rayos coloreados van proyectándose sobre la superficie mural. Persiguen un efecto sorpresivo y transcendente que trata de elevar a los fieles a una esfera suprasensorial.
Esta luz modifica toda la arquitectura y la sustancia material de los muros. Se proyecta sobre ellos y los funde transfigurándolos para diluirse en un reflejo multicolor de vidrieras como si quisieran convertirse en ellas mismas. No se diferencia entre luz transcendente y luz material: todas las manifestaciones de esa luz son reflejo de la divinidad.
Frente a la arquitectura bizantina -donde la estructura es invisible y no se aprecia el verdadero esqueleto del edificio-, el sistema gótico está determinado por los elementos estructurales que son todos aquellos que desempeñan una función. Las formas son líneas y los volúmenes desaparecen.
La luz y la unión de forma y función, generan una nueva espacialidad. La luz es fuente y belleza en sí misma, a ello contribuye la gran verticalidad de la nave central, cuya articulación mural no revela en ningún momento que es lo sustentado ni que es lo sustentante. Sólo se advierten formas ascendentes que enlazan con los nervios de las bóvedas que son el punto de unión de líneas de fuerza.
El templo gótico parece salvar la ley de la gravedad más potenciada porque nada trasluce desde su interior todos los recursos técnicos que están funcionando para mantener en pie una obra tan elevada. Hay un espacio diáfano en la nave central que no está delimitado  por un muro compacto como una masa continua, sino por un fondo espacial fluido: el de las naves laterales, triforio y el claristorio, donde las vidrieras irradian esa luz suprasensorial que contribuye a desmaterializar la escasa superficie de piedra de los pilares. No hay límites espaciales firmes y apreciables, sino que son algo fluido y muy difícil de abarcar.

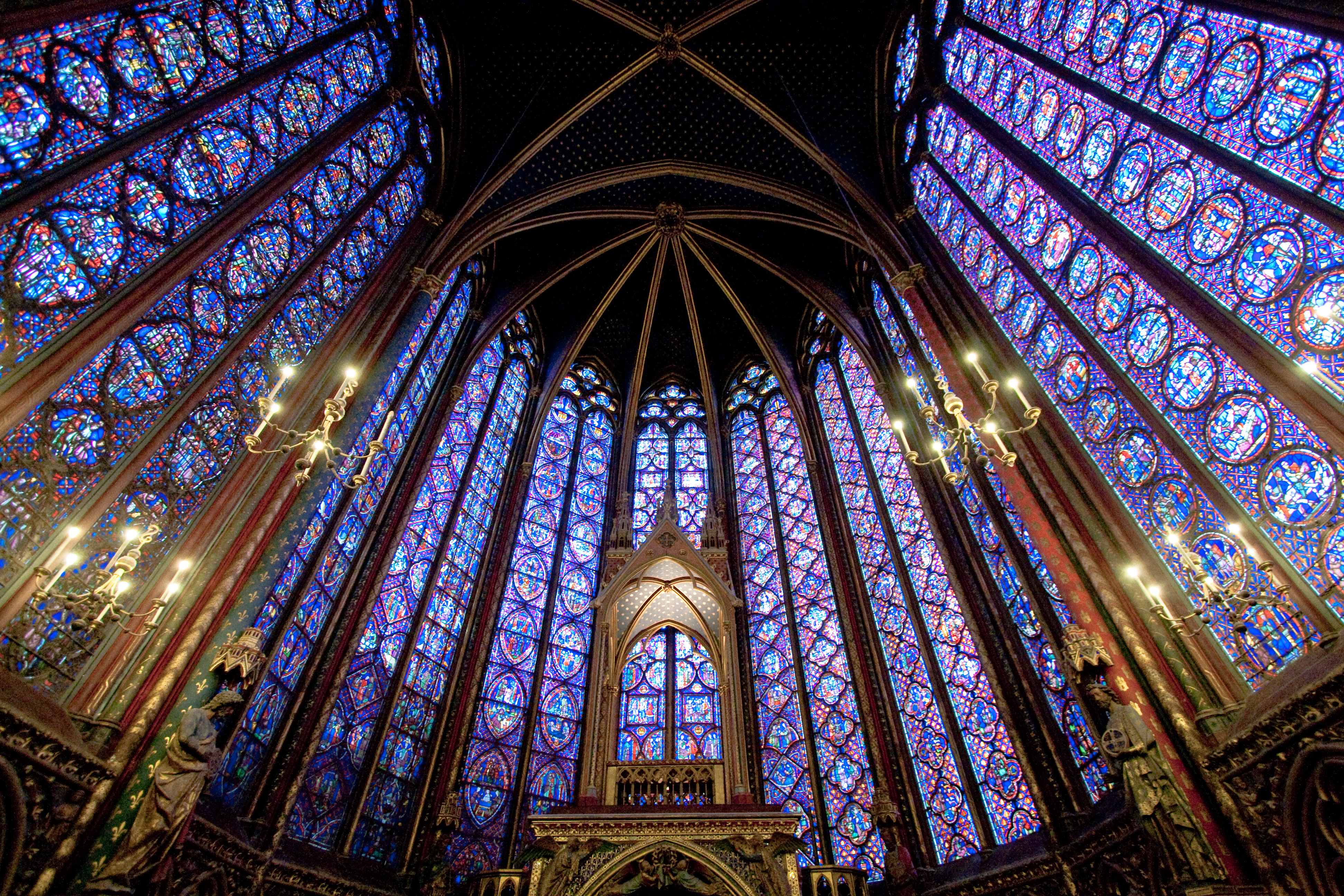
Interior de la Sainte Chapelle de París.
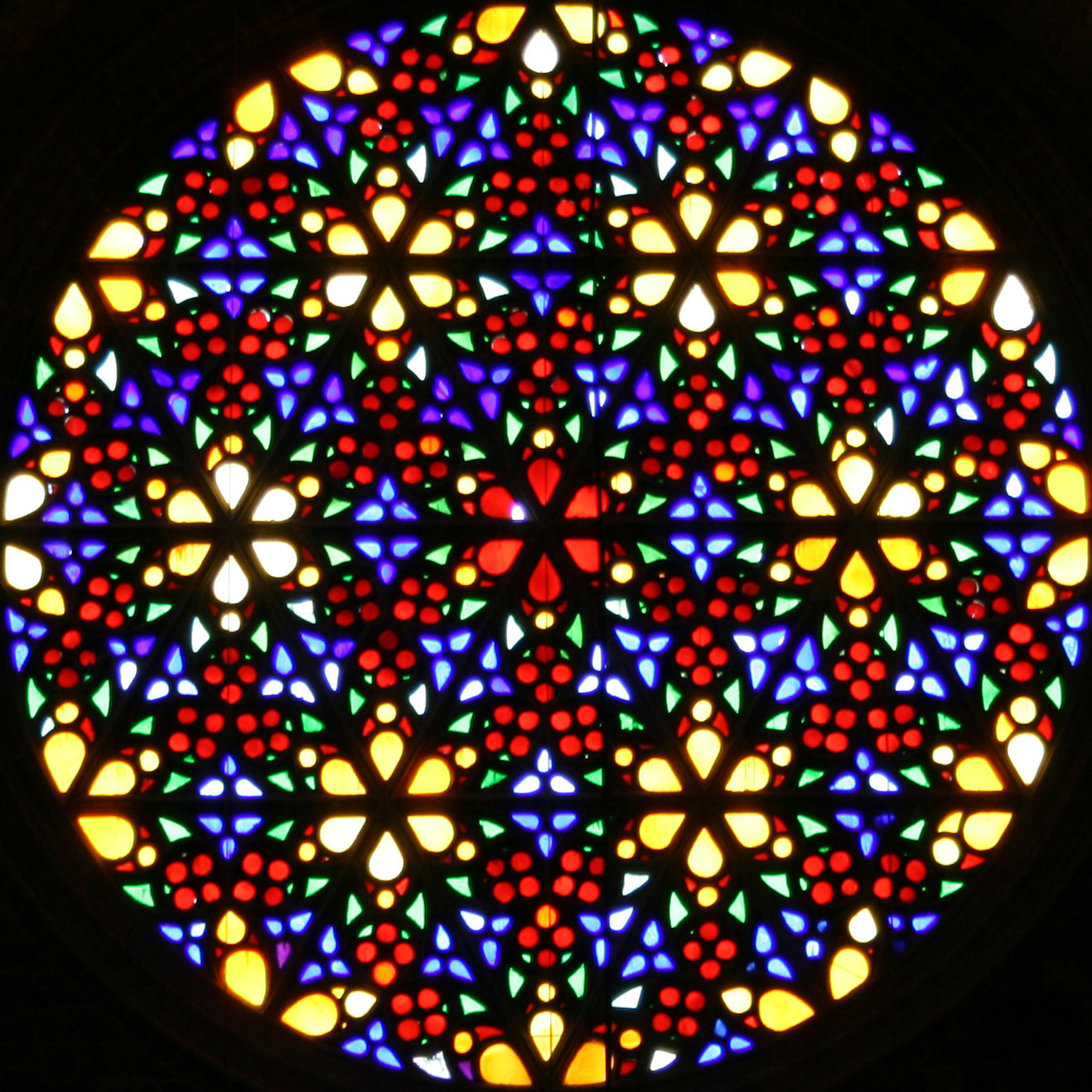
Rosetón de la catedral de Mallorca.
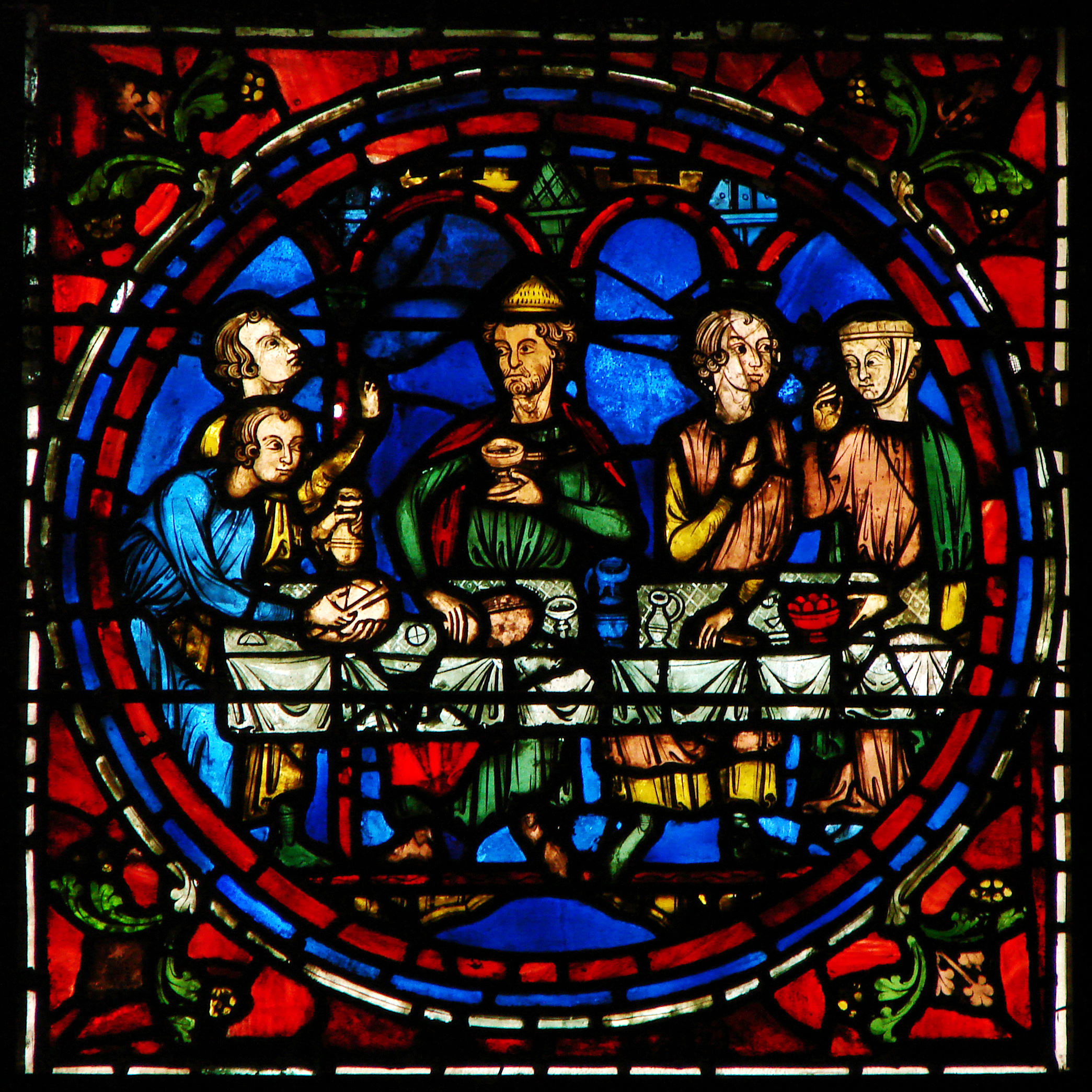
Vidriera de la catedral de Chartres.
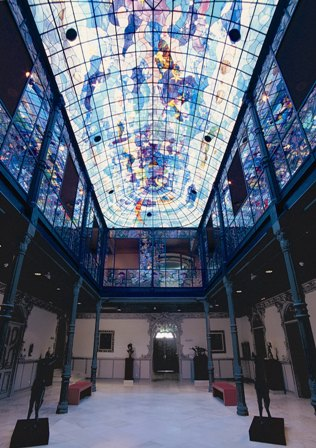
Vitrales modernistas de la Casa Lis, Salamanca.
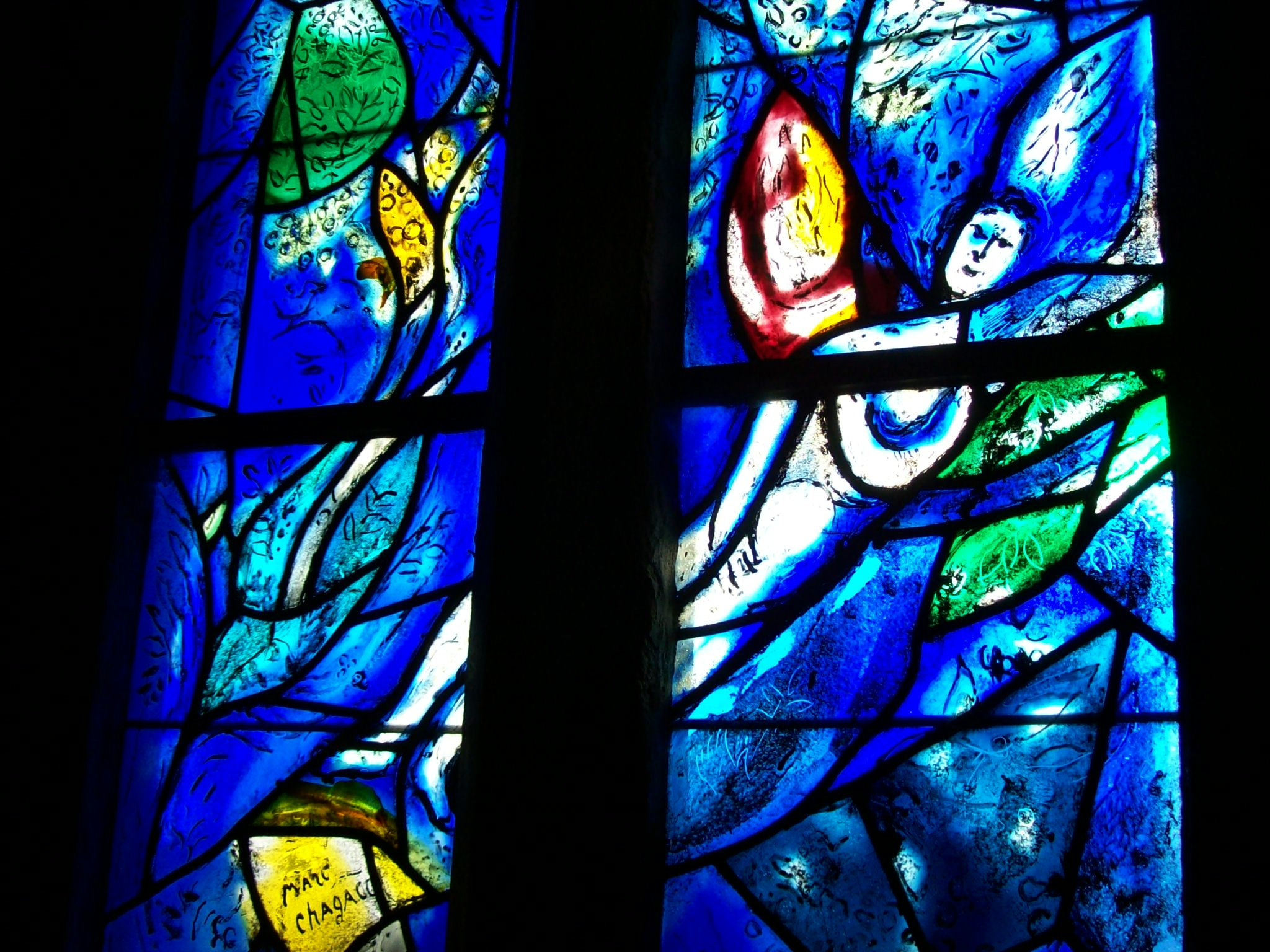
Vidriera de Marc Chagall.

## Artes decorativas

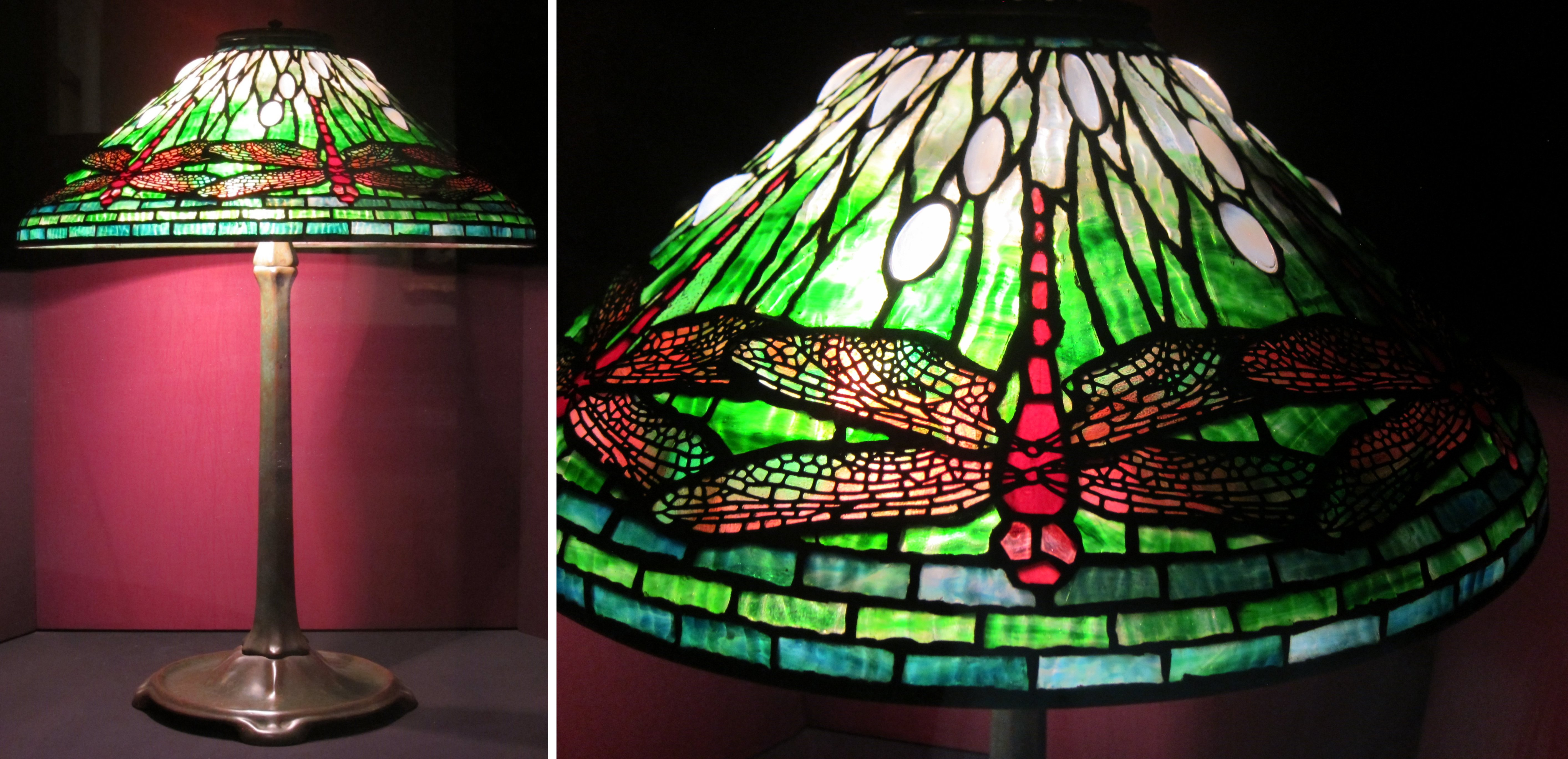
Dragonfly Lamp, de Clara Driscoll para la empresa Tiffany, ca. 1910.

## "Light Art" y "Lightpainting"
El desarrollo de la electrificación permitió a partir de finales del siglo XIX y comienzos del XX la utilización de la lámpara incandescente. Para un grupo de artistas, que realizan una actividad denominada Light Art ("arte de luz"), tuvo un especial impacto el uso comercial de los fluorescentes o luces de neón. Frank Popper definió a estos artistas como neon artists (Dan Flavin, Olafur Eliasson, James Turrell, Waltraut Cooper, Aleksandra Stratimirovič, Austine Wood Comarow, Tim White-Sobieski, etc.).
László Moholy-Nagy (1895-1946), un miembro de la Bauhaus influenciado por el constructivismo, es considerado como uno de los padres de esta corriente. La escultura de luz (Light sculpture) y los móviles son componentes de su Light-Space Modulator (1922-1930), una de las primeras obras de arte que utilizan luz artificial propia, además de combinarse con arte cinético.
Otro artista multimedia contemporáneo es Bruce Nauman, sus inquietantes obras de arte hacen hincapié en la naturaleza conceptual del arte y del proceso de creación. Se ocupa de las grandes cuestiones de la vida, en palabras de su neón. El trabajo de Naumans se centra en los elementos esenciales de la experiencia humana. Elusive Signs: Bruce Nauman Works with Light, estrenado en el Museo de Arte de Milwaukee el 28 de enero, el 9 de enero, es la primera exposición individual de Naumans, esta exposición se centra únicamente en la luz. Light le ofreció a Nauman un medio que tiene la cualidad de ser elusivo y efervescente mientras que invade agresivamente un ambiente con su mensaje. El arte de Naumans está motivado por ideas, no un apego a un medio particular. Mediante el uso de letreros de neón, un medio de comunicación público y familiar para relacionar una idea, el objetivo de Naumans es hacer que el espectador piense.

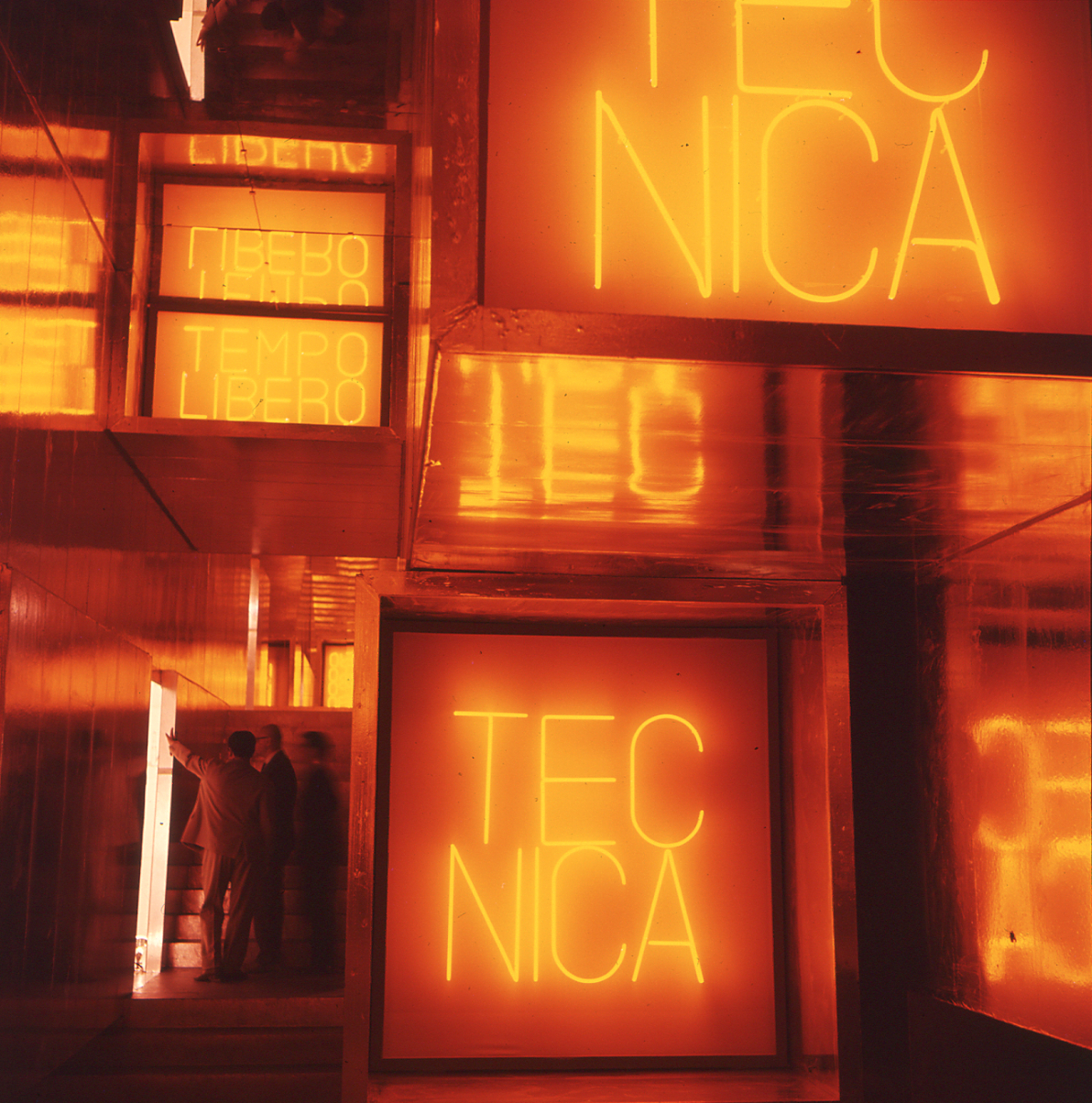
Instalación de luz en las escaleras del Palazzo dell'Arte, 13ª Triennale de Milán. Foto de Paolo Monti, 1964.
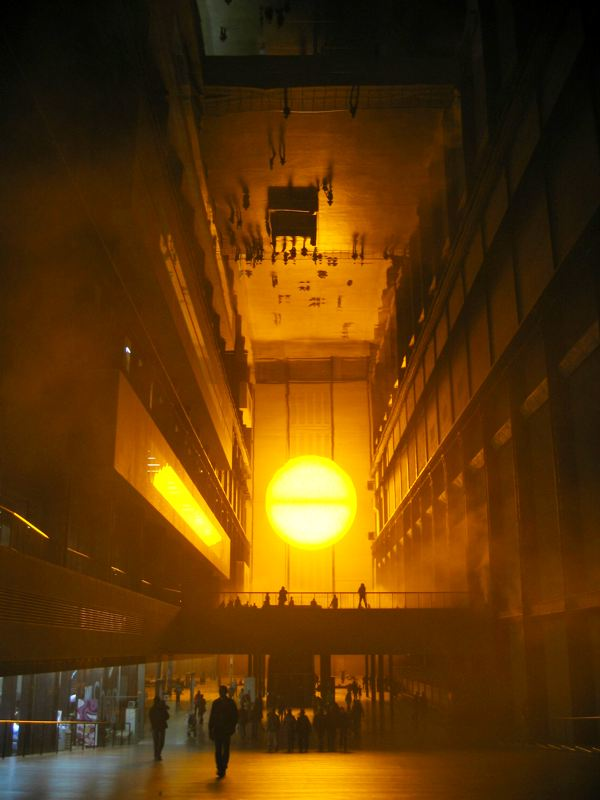
The Weather Project de Olafur Eliasson en la Tate Modern de Londres, 2003.
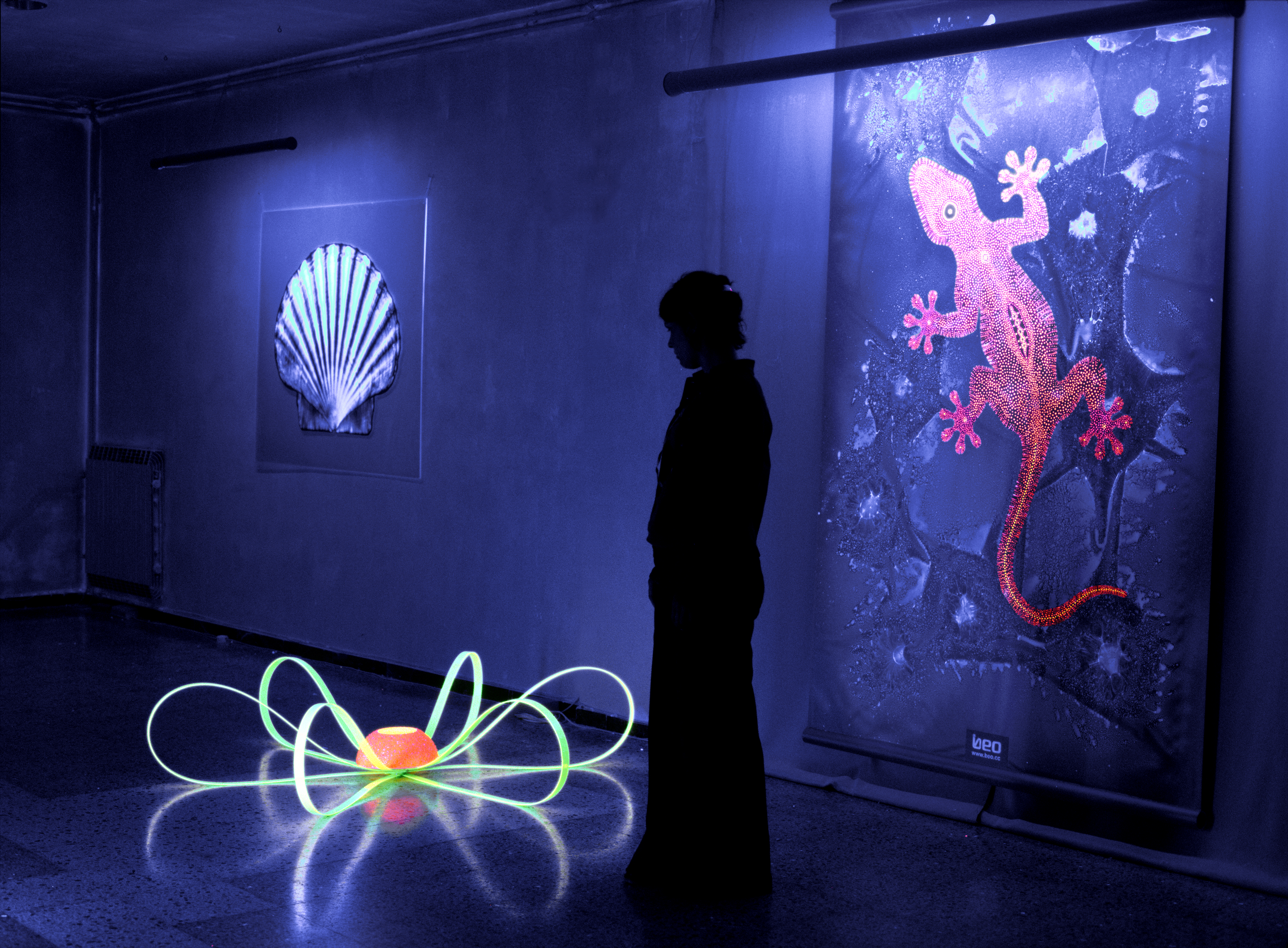
Pinturas y esculturas luminosas de Beo Beyond.

## Paisajismo

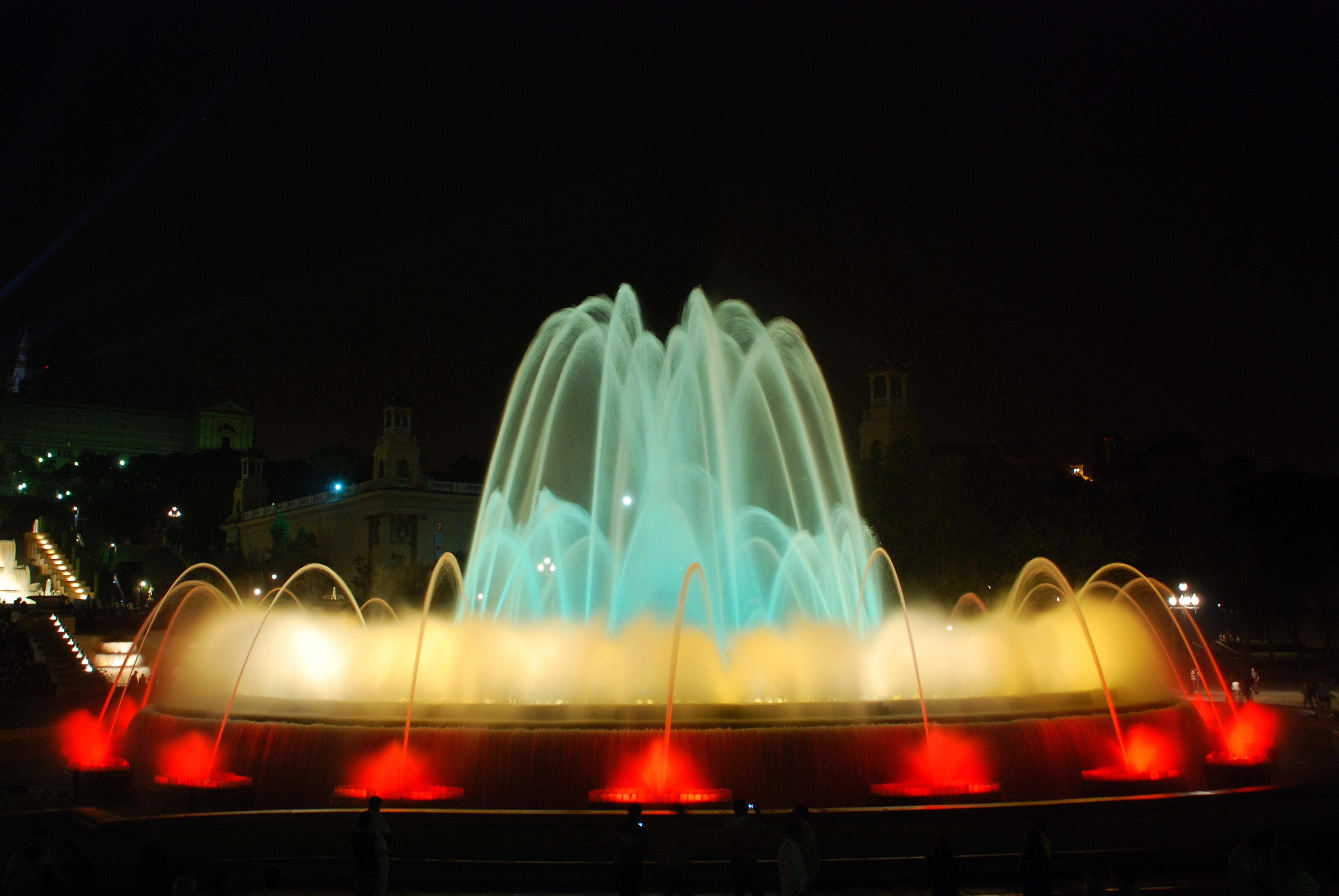
Fuente de Montjuic, de Carles Buïgas, 1929.

"Creo que el paisajismo tiene el don de valorar cualquier espacio, independiente de su dimensión o refinamiento, porque el verde nunca sale de moda y nunca hace daño ... Por experiencia profesional, puedo garantizar que la naturaleza tiene la capacidad de cambiar totalmente la vida de las personas."- Fernando Thunm

## Teatro y otras artes escénicas
Una de las artistas contemporáneas que usa estas técnicas es Es Devlin. Actualmente es una diseñadora de escenografía que crea esculturas cinéticas entrelazadas con luz y película para ópera, danza, cine, teatro, desfiles y conciertos.

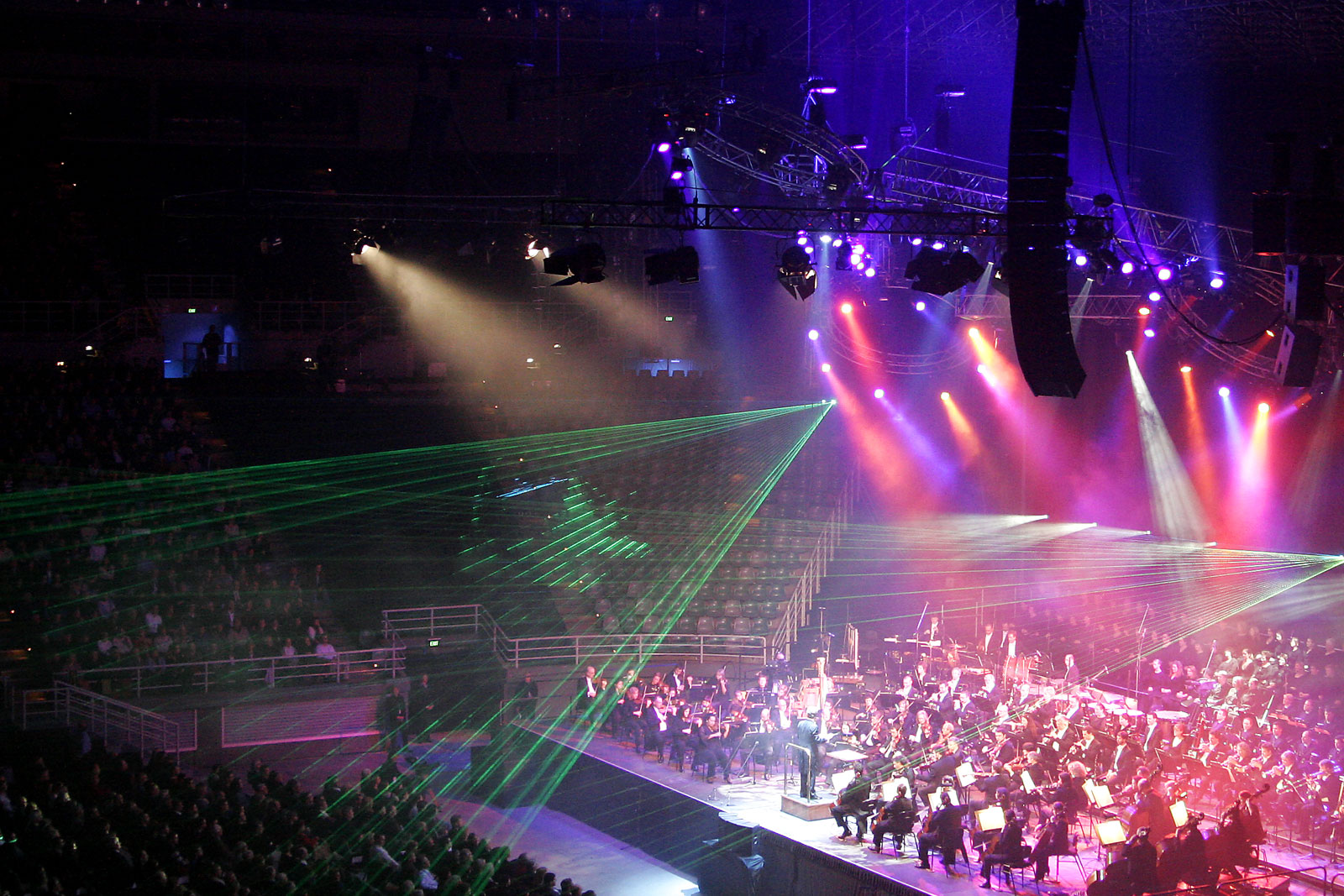
Iluminación en un concierto.
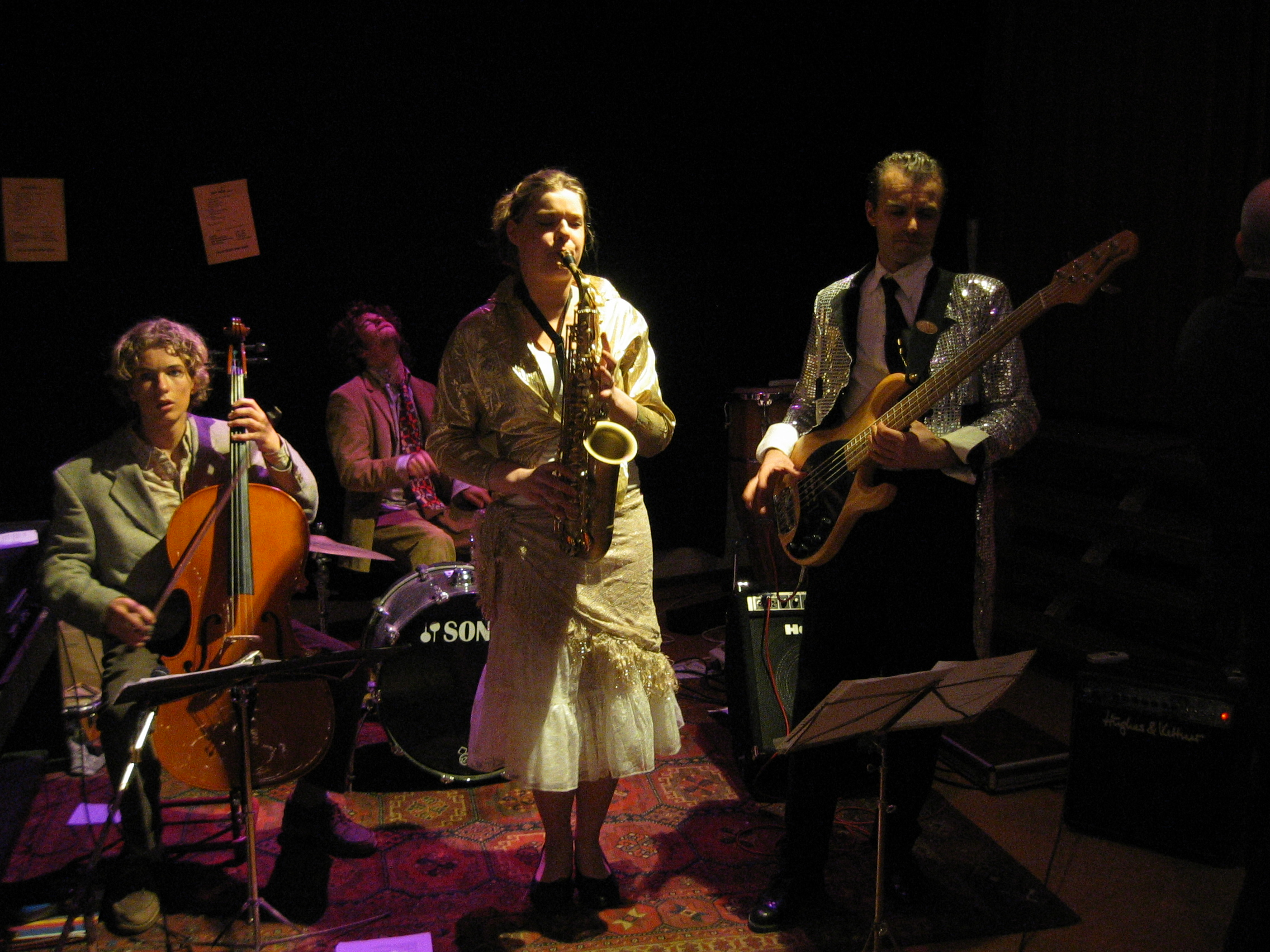
Iluminación en un concierto.
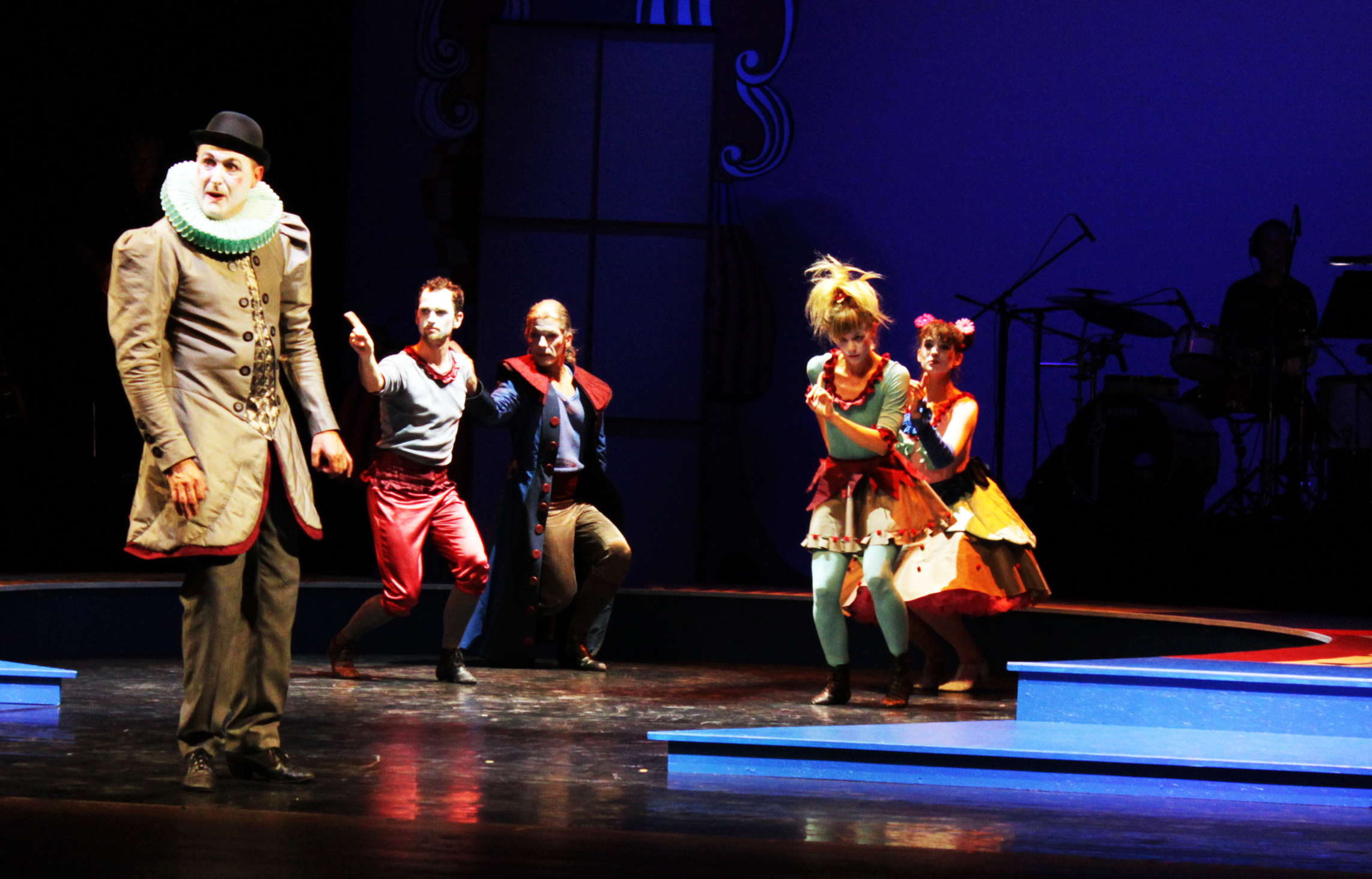
Iluminación en una representación teatral.
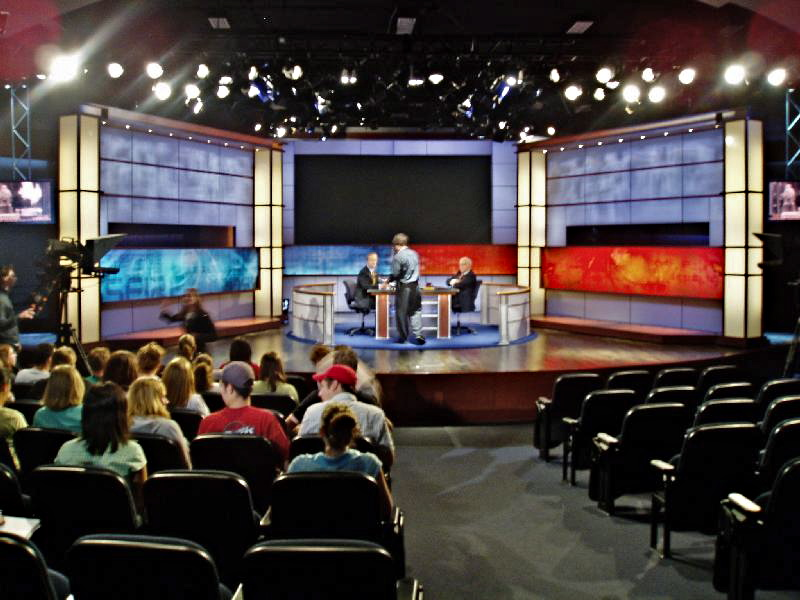
Iluminación en un estudio de televisión.
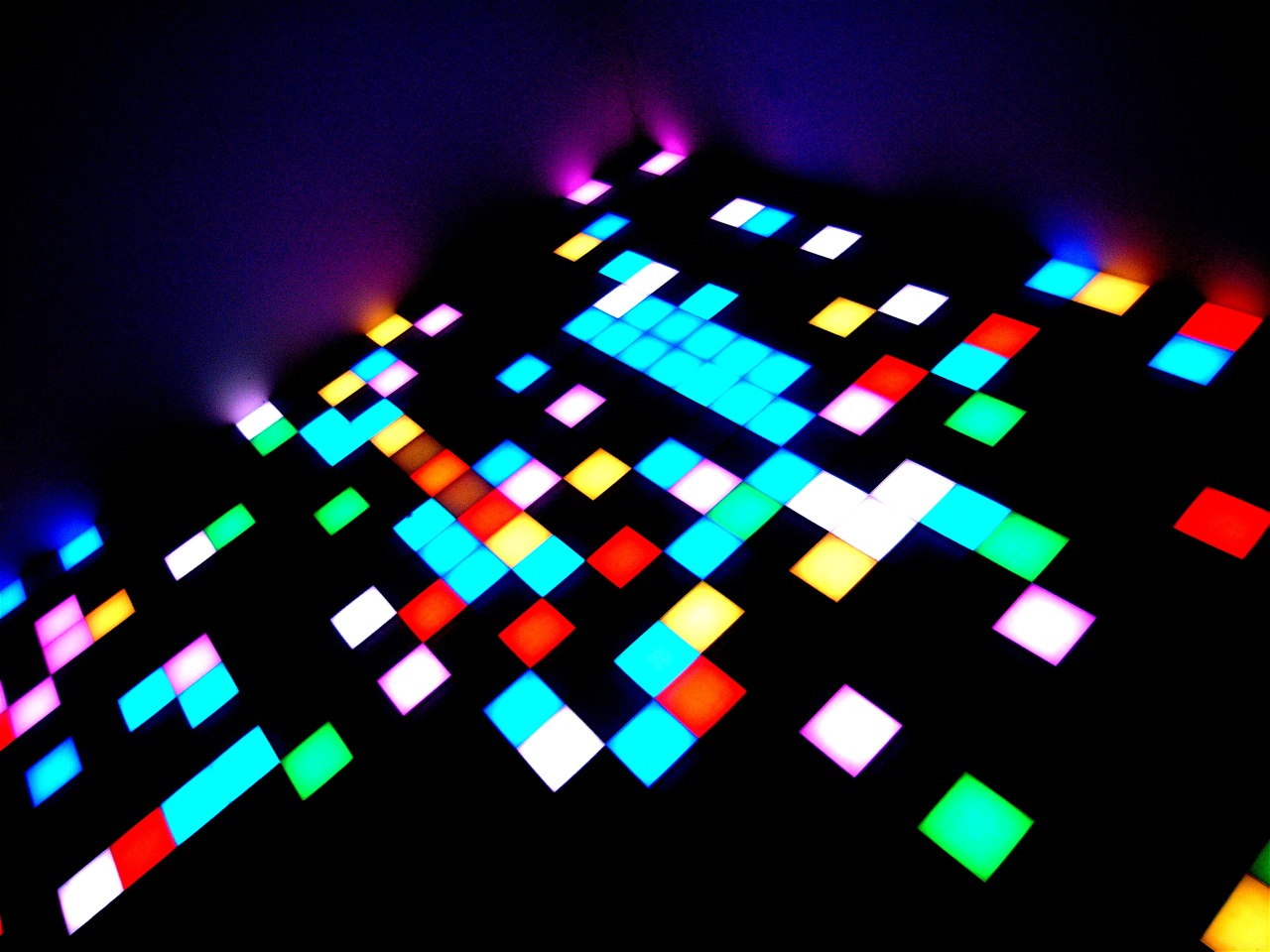
Pista de baile iluminada.

## Fotografía

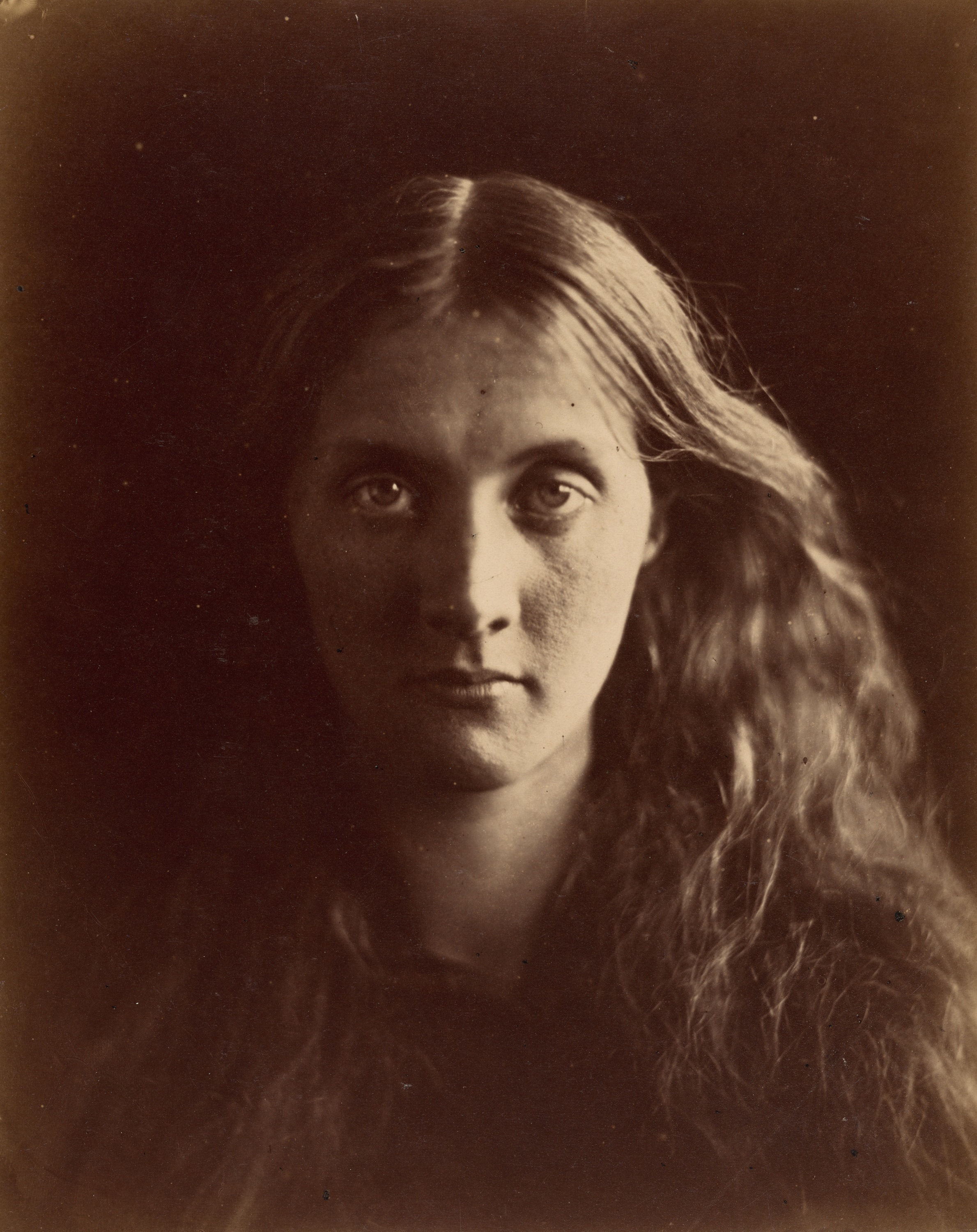
Retrato de Julia Jackson, por Julia Margaret Cameron, 1867.

La fotografía es, en sí misma, un arte de la luz, puesto que la luz es su material de trabajo, la que produce la impresión de las imágenes en la placa fotográfica. La iluminación natural o artificial en fotografía (iluminación fotográfica) es una de las partes esenciales de la técnica y arte de la fotografía, junto al encuadre.
Existe una revista de fotografía denominada Art de la Llum ("arte de la luz" en lengua catalana).

## Cine
El cine es, en sí mismo, un arte realizado con la luz y la sombra como materiales, como lo fueron sus precedentes (de las sombras chinescas al kinetoscopio). La iluminación es un factor esencial en las producciones cinematográficas.
Alguna de las escenas más impresionantes de la historia del cine constan únicamente de efectos de luz, como la subida de la escalera de Nosferatu, el vampiro, el viaje del astronauta de 2001, una odisea espacial o la mayor parte de Tron.

## Iluminación de espacios expositivos
Artículo principal: Museografía
El tratamiento correcto de la iluminación en un espacio de exhibición artística, toma una parte fundamental en el proceso del desarrollo del proyecto de diseño museográfico.
Existen importantes factores que contemplar en el momento de crear una propuesta de iluminación, ya que se tiene que generar una sinergia equitativa para lograr deleitar al espectador creando un puente entre este y la obra de arte, calculando con una apropiada disposición, confort visual y calidad de luz.
Para esto, es necesario tener conocimiento de las diferentes fuentes de luz de las que depende un espacio expositivo:

### Luz natural
Es por mucho una de las mejores fuentes por su índice de reproducción cromática (CRI), ya que nos da un 100% de este parámetro y es la manera más económica para iluminar un interior.
Lamentablemente, es una fuente difícil de controlar debido a su variación de intensidad y orientación, se vuelve imperativo hacer que esta fuente nunca incida directamente en una pieza y tomar en cuenta que el componente ultravioleta de la luz solar puede llegar a deteriorar y decolorar objetos históricos que se estén exhibiendo, así que lo más recomendable sería proteger ventanas con una película o filtro para rayos UV (aunque sólo tienen 5 años de vida útil) o bien, la mejor opción sería colocar vidrios esmerilados que proporcionan un 97% de filtración sin fecha de vencimiento.
Las maneras de introducir luz natural en un museo son:
Luz lateral: Proviene de aberturas en muros y ventanas, es la más accesible pero la que provoca los peores efectos en las obras ya que introduce las radiaciones directamente sobre éstas, además de que llega a deslumbrar por los ángulos de incidencia.
Luz indirecta: Se introduce en el ambiente por medio de la reflexión. Puede ser una opción un tanto costosa pero de las más efectivas,
Necesita de especialistas capaces de realizar un previo estudio y evaluar las condiciones, mediante simulaciones (en maquetas) para obtener el efecto resultante que se pretende.
Un ejemplo es en las antiguas casas griegas donde la luz reflejada por el suelo del patio, refleja los colores del mosaico y del agua de la fuente, una luz que viene de abajo que rebota en el techo de la galería y se difunde por todo el espacio.
Luz cenital: Se obtiene a través de lucernarios o tragaluces. Es la más costosa de obtener, por la precisión en la ejecución para lograr altos niveles de impermeabilización.

### Luz artificial
La luz artificial es obtenida por un dispositivo con la capacidad de producir luz utilizando energía normalmente eléctrica.
Para hacer una adecuada selección de fuentes luminosas, tenemos que considerar aspectos como el brillo, el índice de reproducción cromática (CRI) y sobre todo la cantidad de radiación (rayos infrarrojos y ultravioleta) que emite.
También es necesario conocer las diferentes tecnologías que nos ofrece el mercado así como sus aplicaciones, para que así se pueda elegir las fuentes más apropiadas conforme al concepto de exhibición, recorridos y especie de obras a iluminar.
En el caso puntual de iluminación en museos, podemos tener dos tipos de iluminación artificial principales:

#### Iluminación difusa
La tecnología más comúnmente utilizada para este tipo de iluminación son los tubos fluorescentes, ya que aunque tienen un índice de reproducción cromática bajo, nos ayuda a hacer baños de muros, iluminar vitrinas, creando superficies homogéneas. Es un tipo de tecnología que no emite tanto calor directo a los objetos, pero es importante colocar un filtro de rayos UV, ya que es una de las fuentes con mayor radiación de estos.

#### Iluminación puntual
El objetivo de este tipo de iluminación es crear énfasis en la obra y tener un índice de reproducción cromática de la mejor calidad.
Los tipos de tecnologías utilizados para este tipo de iluminación son proyectores con lámparas incandescentes tipo PAR, o halógenos ya que son elementos fáciles de dirigir y orientar, así como obtener un excelente CRI.
Este tipo de tecnología utiliza mucha potencia y esto hace que produzca más calor, por eso se recomienda que la ubicación de esta fuente tenga un mínimo de 3 metros de distancia de la obra, así como tomar en cuenta que una ubicación errónea puede provocar sombras entre el espectador y la pieza.
Nota: Se recomienda utilizar sistemas de rieles y proyectores que sean flexibles y adaptables a las diferentes necesidades de cada tipo de exposición y obra.

### Iluminación y conservación
La técnica de conservación se basa en tres principios:
- Reducir la iluminancia al nivel mínimo sin afectar el confort y claridad visual.
- Reducir al mínimo posible los tiempos de iluminación; (cortinas sobre exhibidores, sistemas de control, sensores de movimiento).
- Tratar de evitar la radiación ultravioleta; (escogiendo fuentes de luz que emitan esta radiación en cantidades menores o con filtros UV).

Es de suma importancia conocer con exactitud la cantidad de luz o iluminancia (Iluminancia) que se quiera proyectar sobre las obras, con el objetivo de protegerlas y evitar que se deterioren.
Iluminancia: Densidad de flujo luminoso que recibe una superficie (obra en este caso). Parámetro expresado en luxes (Lx)
Es por eso que se han creado tres categorías principales, según el tipo de materiales y la cantidad de luxes que es recomendable por la sensibilidad de las obras:

#### Categoría A
Objetos de piedra, metales, cerámicas, joyas sin pintar, fotografías en blanco y negro.
300 Luxes.

#### Categoría B
Pinturas de óleo y al temple, hueso marfil, cuero, etc.
200 Luxes.

#### Categoría C
Textiles, acuarelas, trabajos en papel, grabados, ejemplares de historia natural, tapices, etc.
50 Luxes.
Cuadro Niveles de iluminación aconsejables (Stolow, 1987)
| Iluminancia |

| Clasificación de los materiales (efectos de la luz ) |

| Materiales moderadamente sensibles a la luz: pintura al óleo y temple, lacas, madera, muebles, cuerno, hueso, marfil coloreado, fotografía en blanco y negro. |

Este cuadro de niveles de iluminación fue consultado y recopilado del libro Fundamentos de química y física para la conservación y restauración; 
Duración de la exposición a la luz (T)
El criterio de degradación o deterioro de las obra es variable dependiendo del tiempo de permanencia y de exposición a la luz al que la obra se somete.
Ejemplo:
Una obra iluminada con 100 lux durante 2000 horas tendrá el mismo deterioro que una que esté iluminada con 50 lux durante 4000 horas.
Esto permite que se pueda compensar el nivel de iluminancia que recibe la obra si se disminuyen las horas que recibe luz.
| Valores acumulativos de exposición máximos recomendados | Valores acumulativos de exposición máximos recomendados | Valores acumulativos de exposición máximos recomendados |
| ------------------------------------------------------- | ------------------------------------------------------- | ------------------------------------------------------- |
| GRUPO                                                   | MATERIALES                                              | VALORES                                                 |
| A                                                       | Acuarelas, telas, papel, grabados, etc.                 | 50 000 lux-h/año                                        |
| B                                                       | Oleos, témperas, hueso, marfil, cuero, etc.             | 600 000 lux-h/año                                       |
| C                                                       | Piedra, metal, cerámica, fotos en blanco y negro.       | -                                                       |

### Factor de deterioro (Fd)
Las radiaciones infrarrojas y ultravioletas son los principales factores de daño que pueden provocar un deterioro acumulativo.
Los factores de deterioro de las fuentes de iluminación más adecuadas para usos expositivos se expresan en la siguiente tabla:
Deterioro = E x T x Fd
| Factores de deterioro y temperatura de color de algunas fuentes luminosas | Factores de deterioro y temperatura de color de algunas fuentes luminosas | Factores de deterioro y temperatura de color de algunas fuentes luminosas |
| ------------------------------------------------------------------------- | ------------------------------------------------------------------------- | ------------------------------------------------------------------------- |
| FUENTE                                                                    | FD                                                                        | TEMPERATURA (K)                                                           |
| SODIO BLANCO                                                              | 0.10                                                                      | 2500                                                                      |
| LÁMPARAS INCANDESCENTES                                                   | 0.15                                                                      | 2800                                                                      |
| HALÓGENAS                                                                 | 0.20                                                                      | 3000                                                                      |
| MASTERCOLOUR (HM)                                                         | 0.20                                                                      | 3000                                                                      |
| INTRODUCCIÓN QL                                                           | 0.20                                                                      | 3000                                                                      |
| TUBOS FLUORESCENTES COLOR 84                                              | 0.21                                                                      | 4000                                                                      |
| TUBOS FLUORESCENTES COLOR 94                                              | 0.18                                                                      | 3800                                                                      |
| TUBOS FLUORESCENTES COLOR 96                                              | 0.34                                                                      | 6500                                                                      |
| LUZ DIURNA (CRISTAL DE 4mm)                                               | 0.68                                                                      |                                                                           |